# Blattmaske

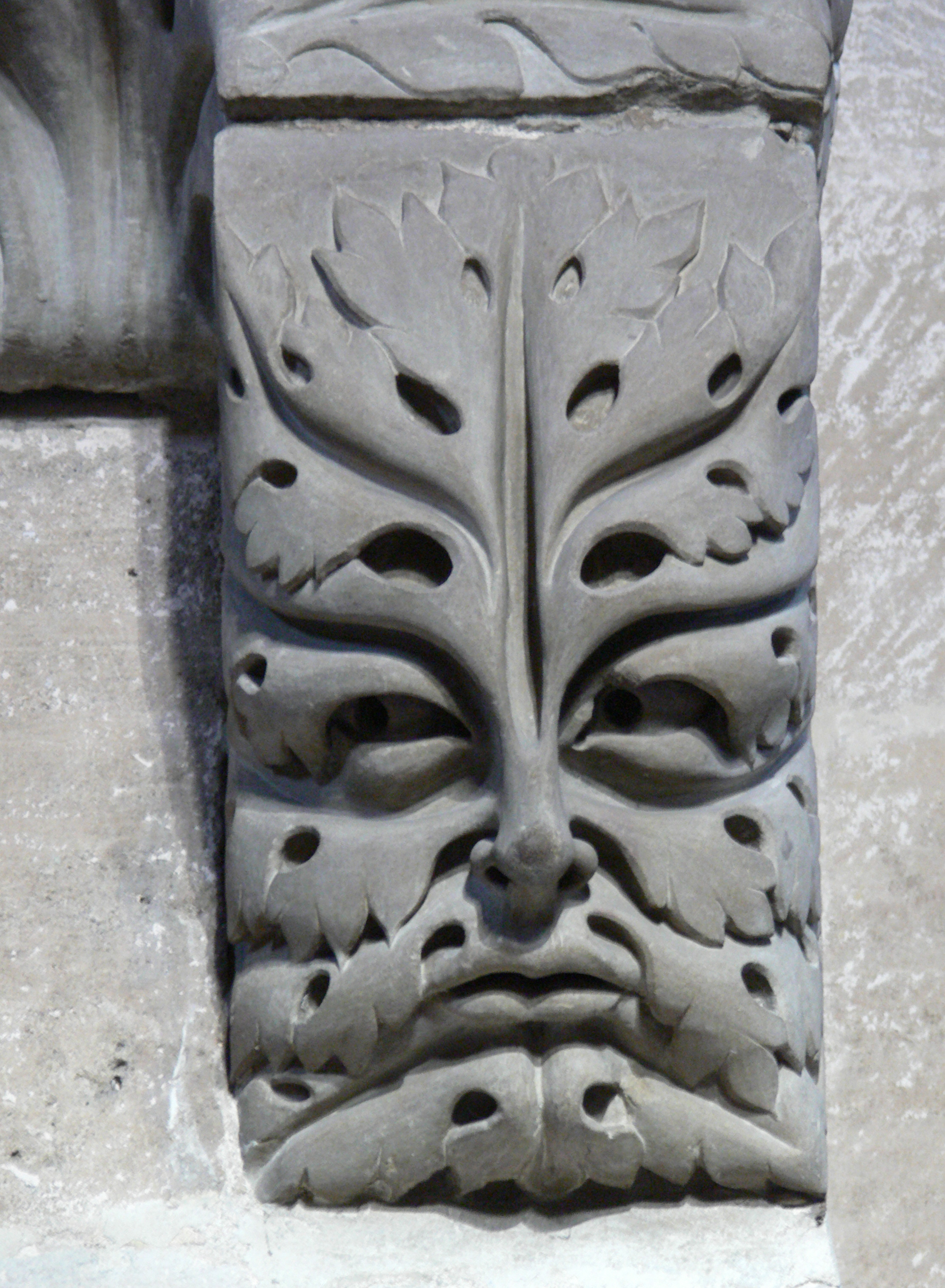
Blattmaske am Konsolstein des Bamberger Reiters

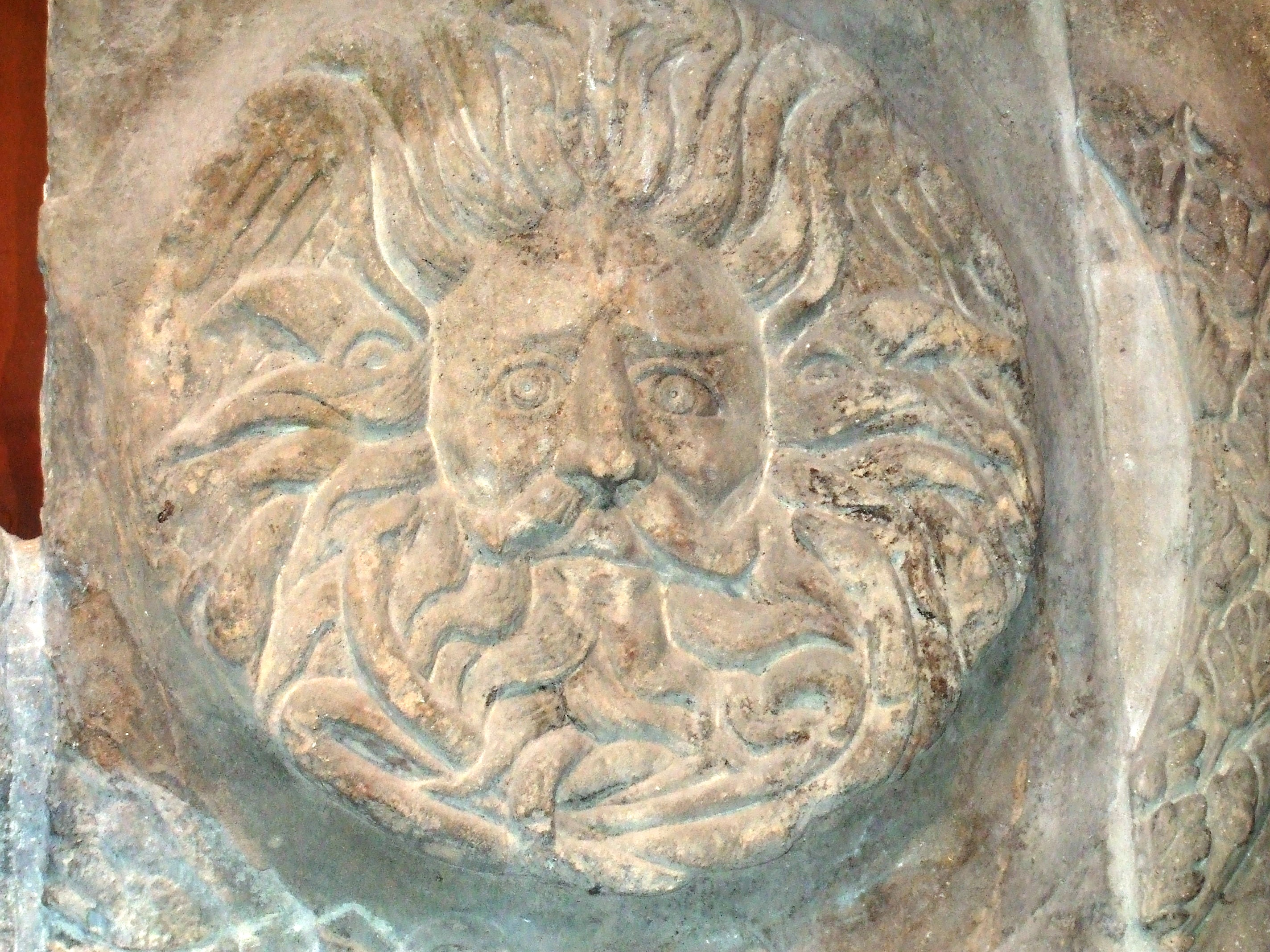
Fließende Maske, auch als Gorgonenhaupt bezeichnet, in Bath

Die Blattmaske (engl. green man, Grüner Mann) ist zumeist ein skulpturales Detail in der Architektur, das als Archetyp auftritt. Das Bauornament ist ein Gesicht, dessen Behaarung von akanthusartigen Blattformen gebildet wird, es kann jedoch auch ausschließlich aus Blättern zusammengesetzt sein und dadurch nur die Illusion eines Gesichts hervorrufen. Die Blattmaske ist seit römischer Zeit (1. Jahrhundert v. Chr.) nachgewiesen und findet in Deutschland ihren bekanntesten Ausdruck im rechten Konsolstein des Bamberger Reiters. Aus dieser Zeit (erste Hälfte des 13. Jahrhunderts) sind auch zeichnerische Darstellungen beider Varianten im Bauhüttenbuch von Villard de Honnecourt erhalten. Blattmasken sind bis in die Renaissance zu finden und leben in der französischen und deutschen Romantik wieder auf. Sie treten hingegen in der Barockzeit und in der Zeit des Manierismus nur noch selten auf.
Blattmasken finden sich an Konsolen, Kapitellen, Schlusssteinen und Agraffen, aber auch in Chorgestühlen und in Handschriften im Mittelalter.

## Zuordnungen
Da Blattmasken durchgängig eine eigene Charakteristik aufweisen, werden sie in der Kunstgeschichte und in der Architekturgeschichte herangezogen, um bestimmte Künstler oder Strömungen zu identifizieren. So wird die Blattmaske als Wimpergfüllung im Kölner Dom herangezogen, um im Vergleich mit Schwäbisch Gmünd einen Bezug der beiden Bauhütten herzustellen. Die Kölner Blattmasken sind ein wichtiger Hinweis, dass der Gmünder Baumeister Heinrich I. Parler vorher in Köln tätig war. Gebräuchlich sind vier Kategorien, um Blattmasken zu differenzieren:
- Speiende – pflanzliches tritt aus Mund aus oder ein
- Ausscheidende – pflanzliches wächst aus Auge, Nase, Ohr und Haut.
- Grüner Mann engl. Green Man – Gesicht erscheint in einer Blätteransammlung
- Blattgesicht – Gesicht wird aus Blättern gebildet[2]

Die Kategorien finden Anwendung in der zeitlichen Zuordnung der Baustile in Sakralbauten. Bis ins 13. Jahrhundert werden häufig humane und vegetabile Formen miteinander kombiniert jedoch klar unterschieden. In der Gotik treten Blätter nicht nur zu den Köpfen hinzu, sondern die Gesichter werden selbst aus Blättern geformt. Darüber hinaus werden die Pflanzendarstellungen, die in der Romanik meist noch stilisiert waren, nun botanisch bestimmbar.

## Galerie speiende und ausscheidende in Deutschland

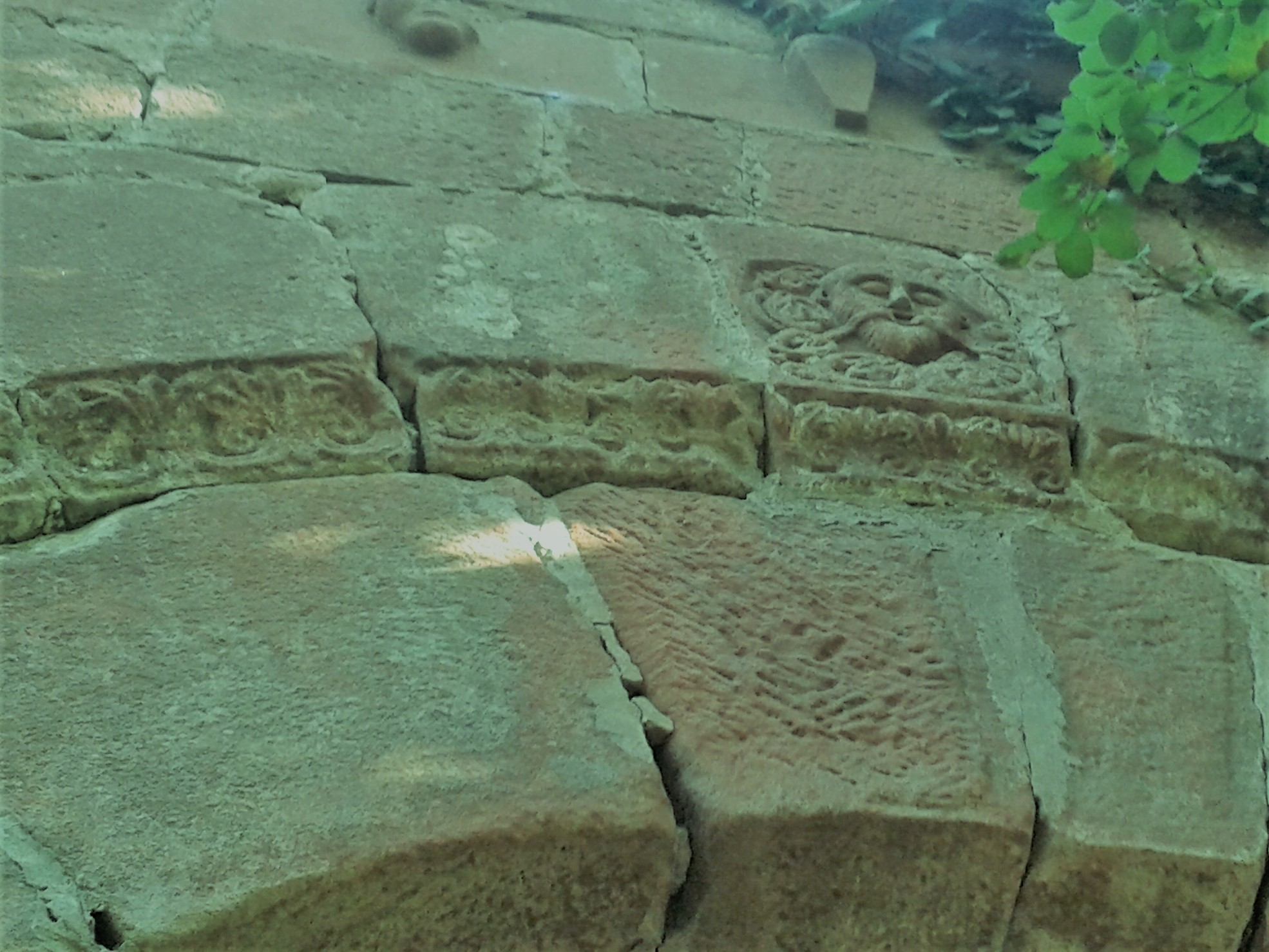
Burg Schlosseck, Portal um 1200
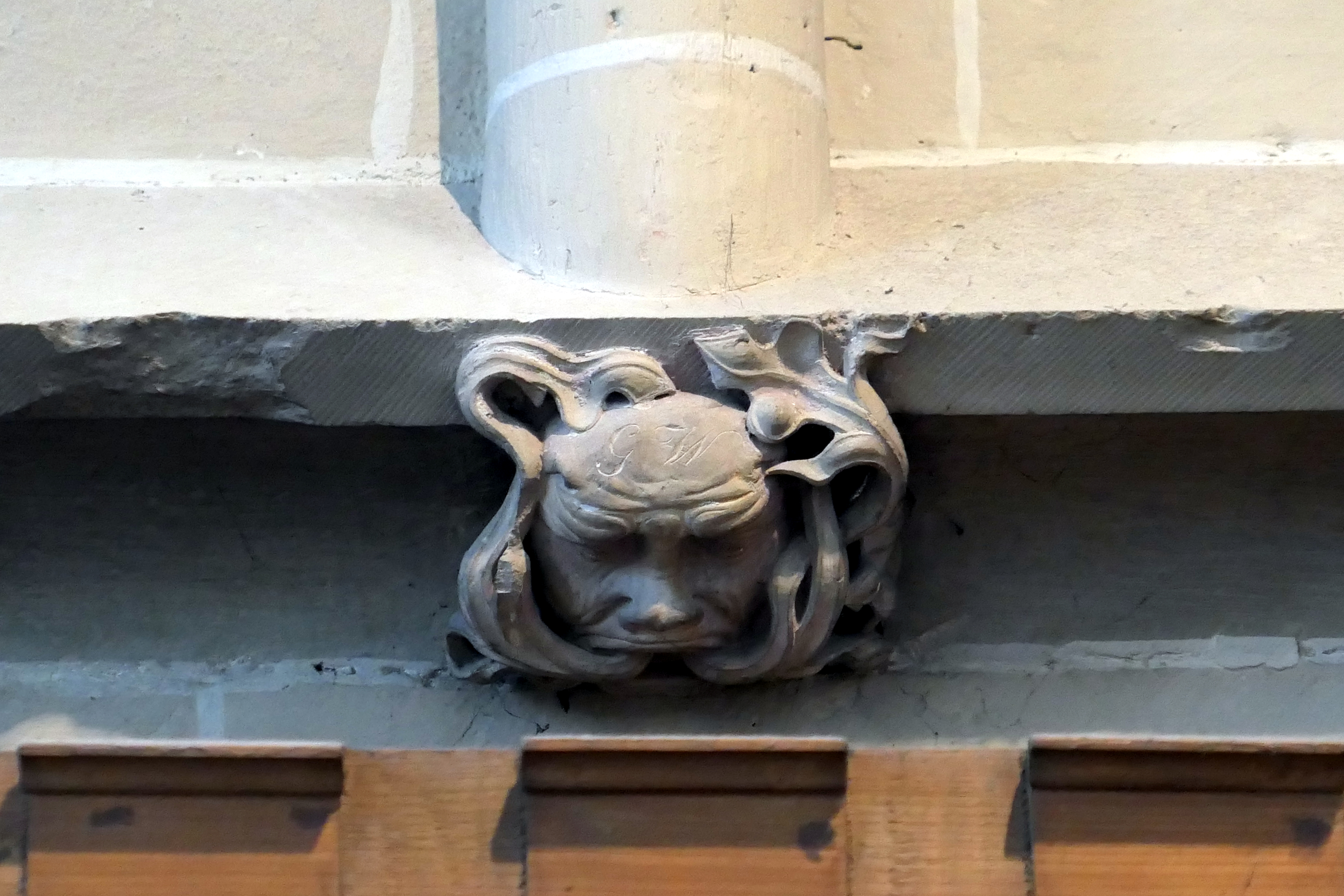
Bartholomäuskirche Markgröningen, Chor gegenüber Sakristei, um 1450
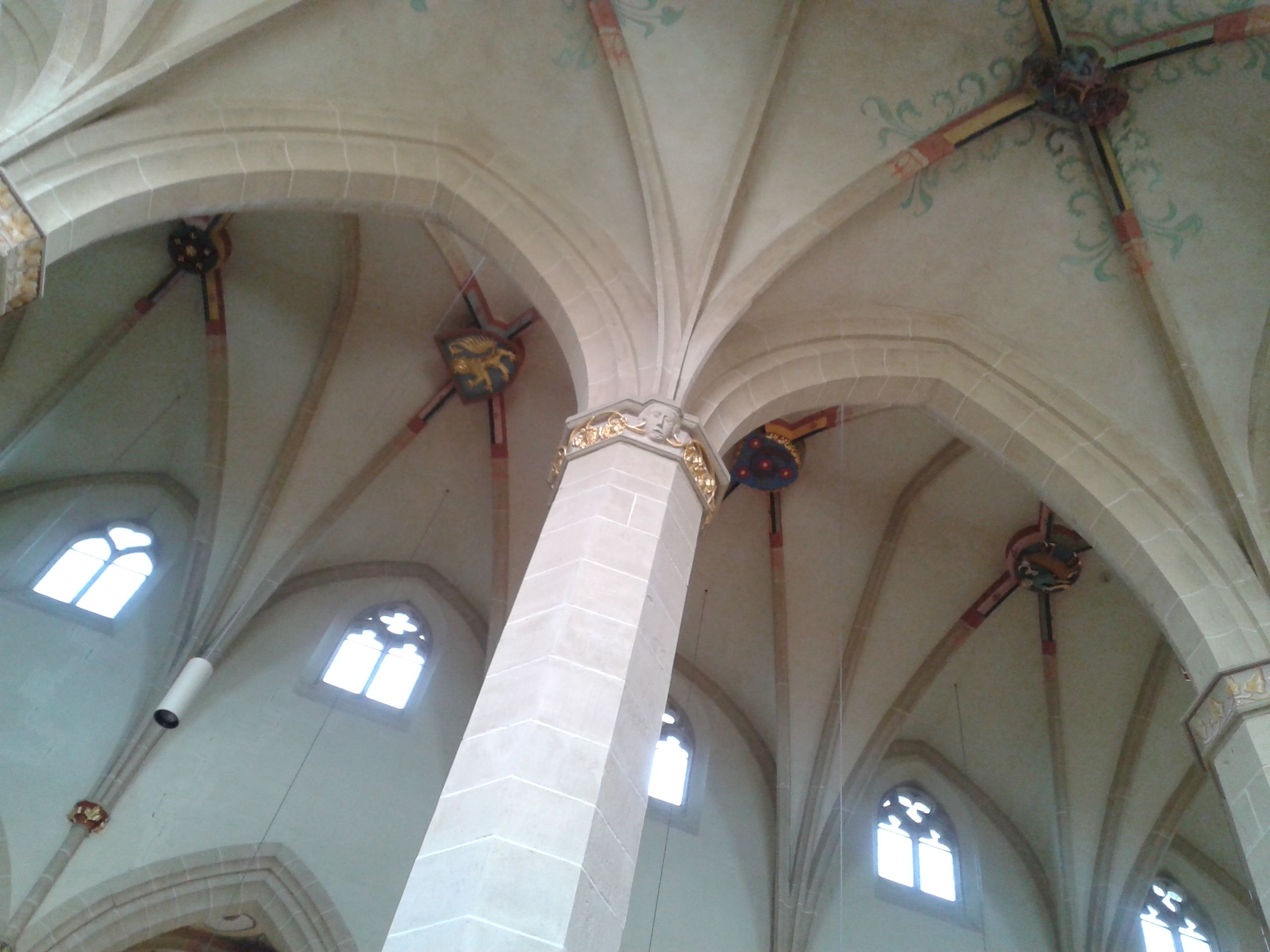
Erfurt Predigerkirche, gotisches Kapitell
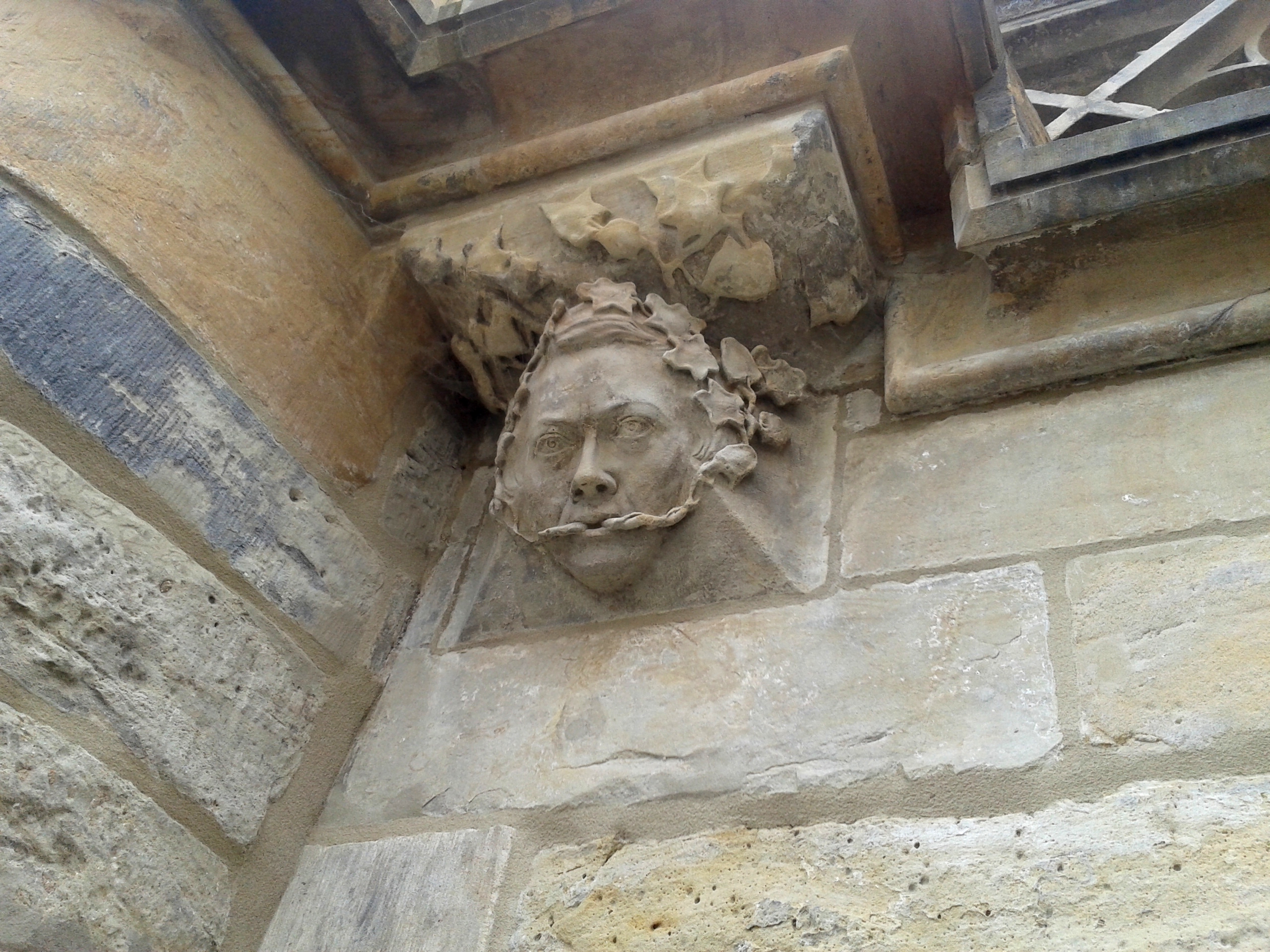
Erfurter Dom, um 1400
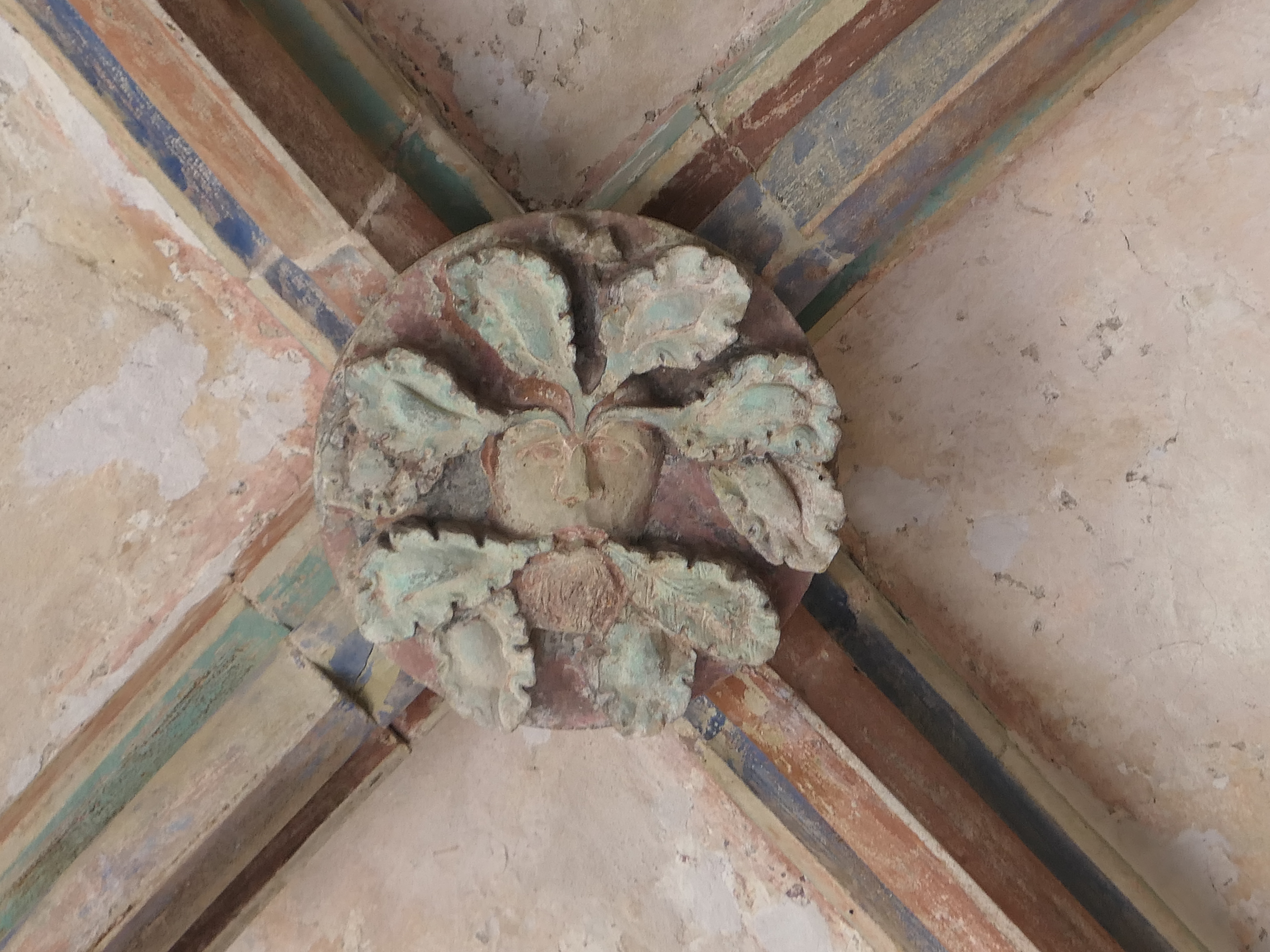
Kloster Maulbronn, Nordflügel des Kreuzgangs, Schlussstein (um 1300/10)
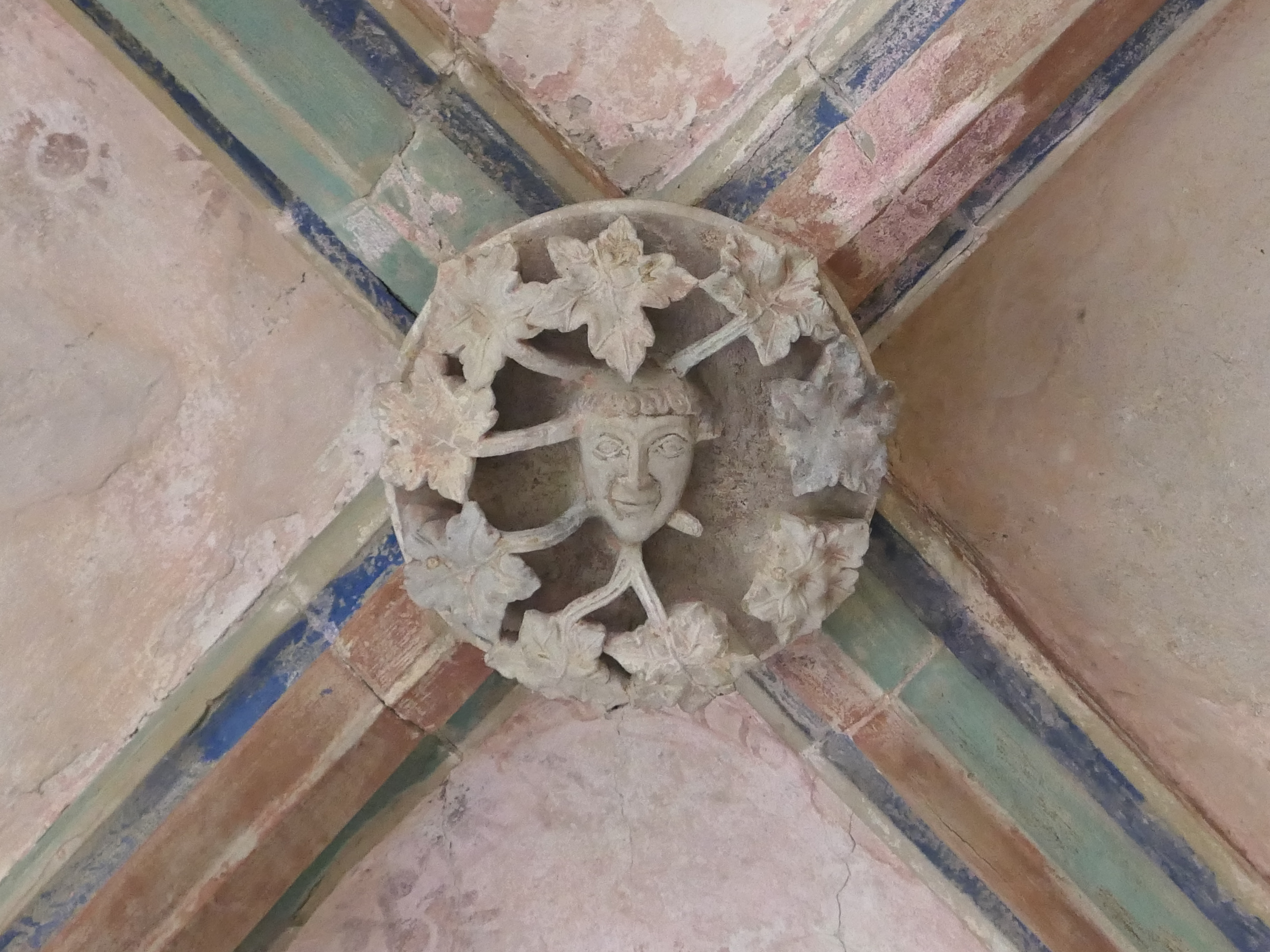
Kloster Maulbronn, Nordflügel des Kreuzgangs
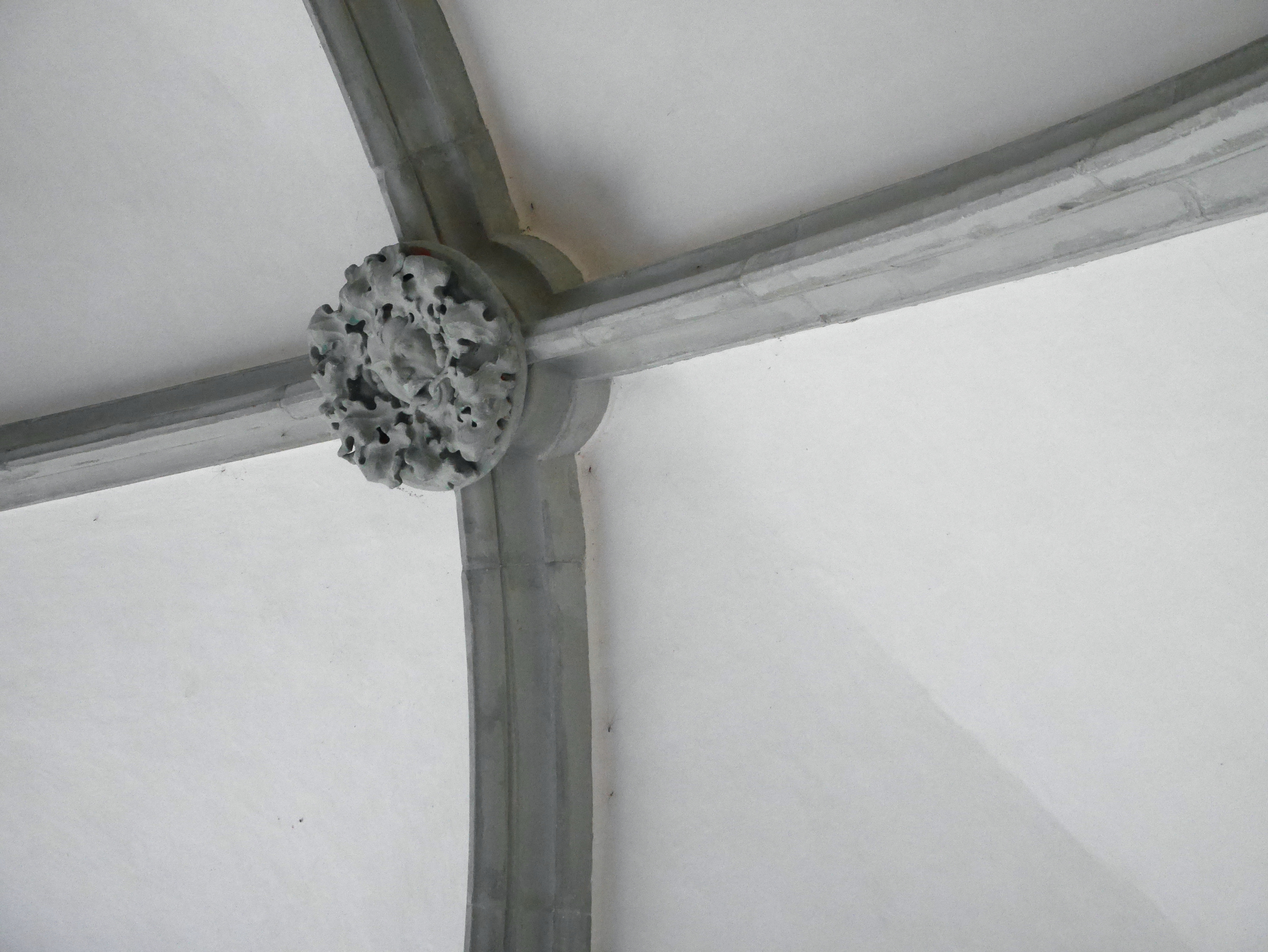
Konstanz, Kreuzgang des Münsters Unserer Lieben Frau, um 1300

## Galerie Blattgesicht in Deutschland

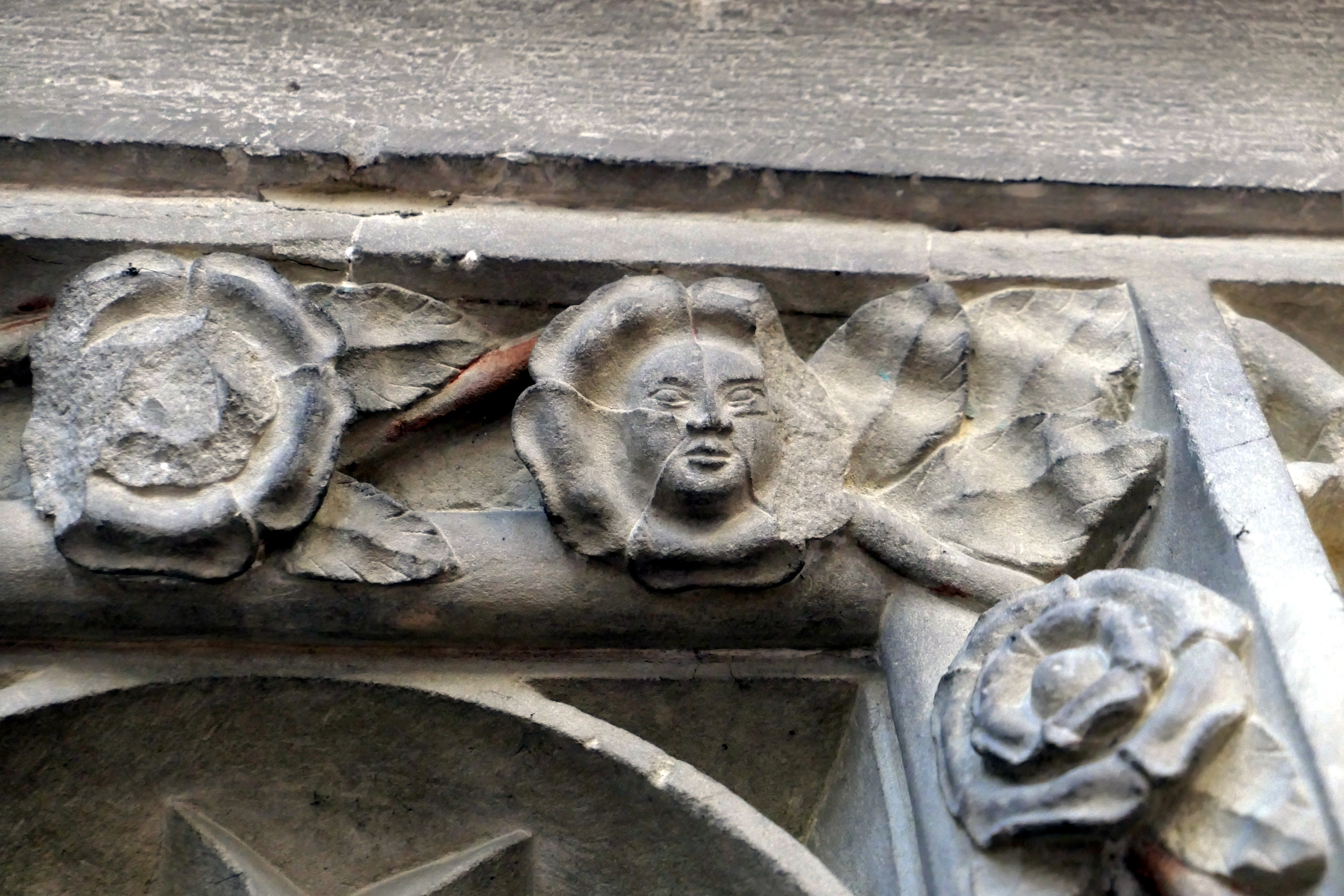
Markgröningen, Spitalkirche, Chor, Sediliennische, um 1289
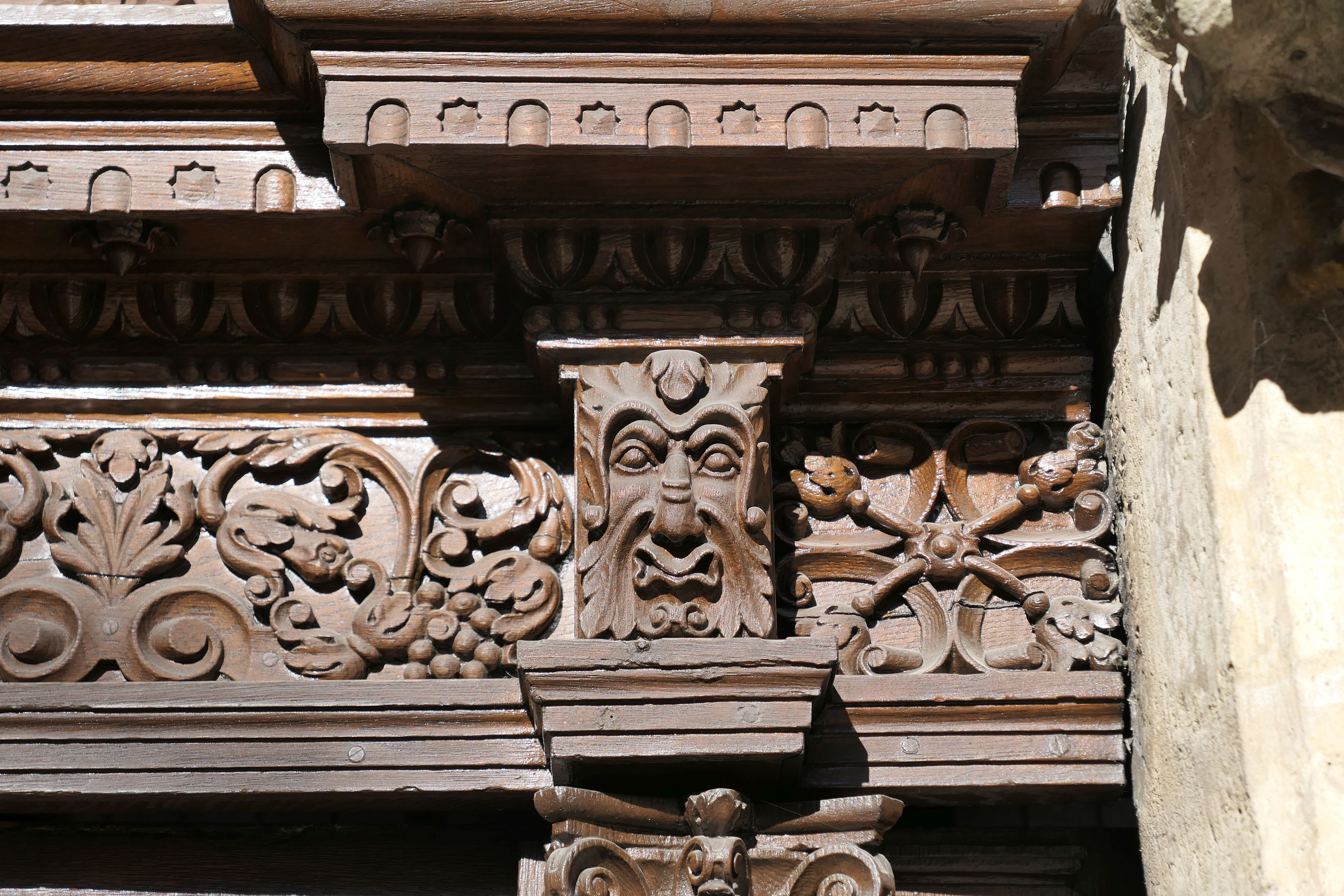
Ulm Münster, Gerichtsportal
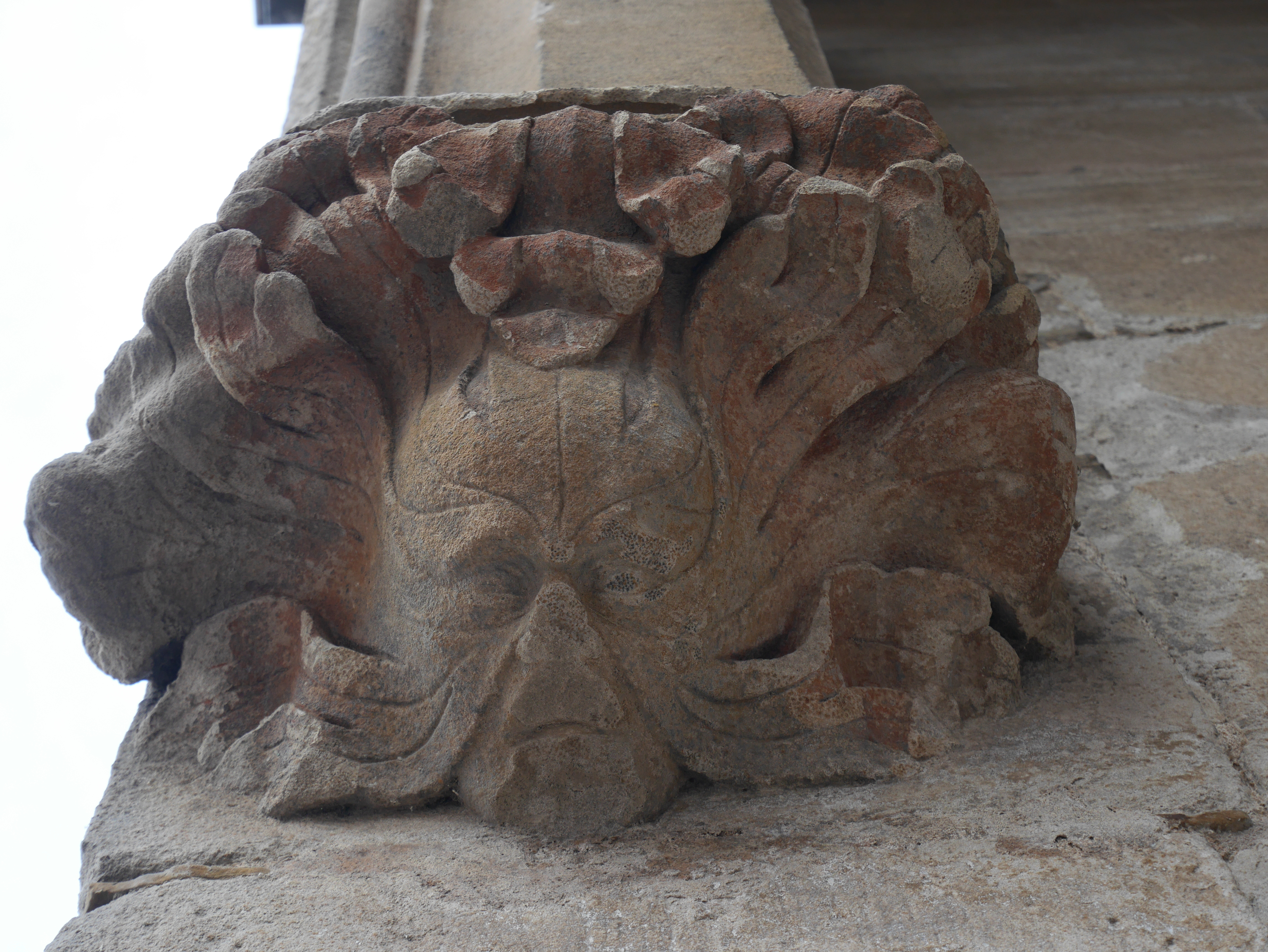
Schwäbisch Gmünd, Heilig-Kreuz-Münster, Kragstein

## Rezeption
Anne Duden greift die Symbolik der floralen Männergesichter an und in sakralen Bauten auf, um die Geschlechterspannung im historischen Kontext mit der Figur der männlichen Medusa zu konfrontieren. Dem in Stein gemeißelten Haupt wird von Duden eine apotropäische Wirkung attestiert, dadurch, dass, wie von Freud postuliert, was Angst auslöst zur Abwehr eingesetzt wird.

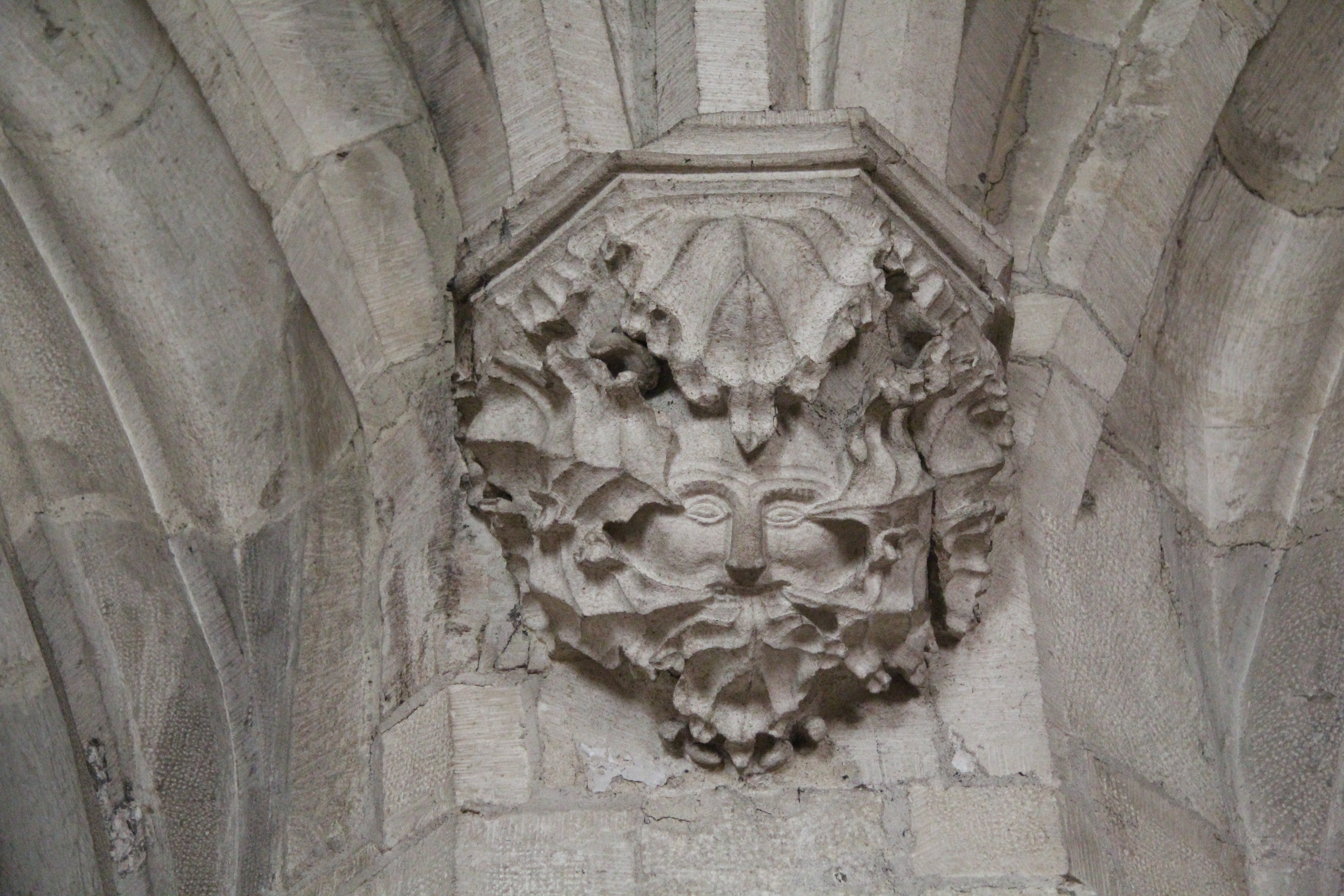
Blattmaske medusisch in der Stadtkirche von Hermannstadt

Wolfgang Metternich weist in seiner Publikation Teufel, Geister und Dämonen. Das Unheimliche in der Kunst des Mittelalters auf eine mögliche religiöse Subkultur in den Blattmasken hin. Da für die Gläubigen christliche Heilige nicht zur Verfügung standen, sollen die Bildhauer heidnische Motive verwendet haben um ihrem Glauben Ausdruck zu verleihen. Zitat:
Obwohl offiziell verfemt, hielten die Naturgeister und Dämonen Einzug in die christliche Welt, wurden in Traktaten ausführlich behandelt und abgebildet und fanden ihren Platz an Kirchen, Klöstern und Kathedralen.
Eine in den Baum hineingelegte Verwandtschaft zum Menschen belegt Günther Prechter und zitiert Ovids literarische Bearbeitung einer Szene in seinen Metamorphosen, in der Daphne sich mittels Verwandlung in einen Lorbeerbaum der Verfolgung durch den verliebten Gott Apoll entzieht
… mit geschmeidigem Bast umzieht sich der schwellende Busen. Grünend erwachsen zu Laub die Haare …
diese Szene eines griechischen Motivs findet sich in den germanischen und slawischen Mythen und den anonymen Volksmärchen, als auch den Kunstmärchen moderner Autoren wieder (Collodis Pinocchio, Tolkiens Herr der Ringe und Rowlings Harry Potter). Der Autor erkennt darin ein Urbild des westlichen Kulturkreises, das sich in der Blattmaske spiegelt. Das Moment der Erneuerung und Transformation, die im Jahreszeitenwechsel der nördlichen Regionen erfahren wird, kann als Vorlage für die vielfältigen pflanzlichen Erscheinungsformen der Blattgesichter angenommen werden. Ein Synkretismus, der eine Einverleibung der lokalen Gottheiten erlaubt, scheint in und an christlichen Gebäuden als Übergangsphänomen eingesetzt worden zu sein.

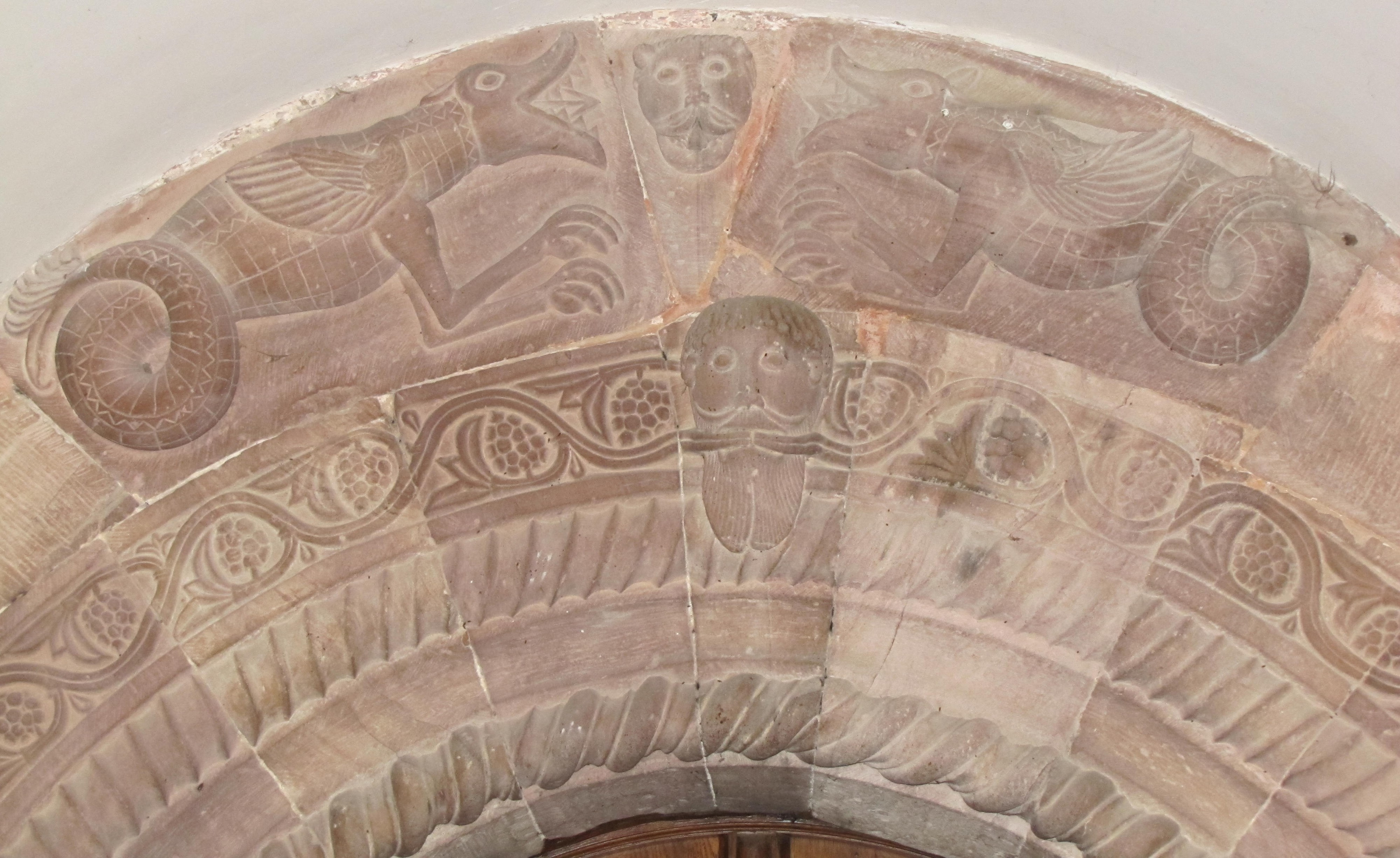
Dorlisheim, St. Laurent, Kopf aus dem Weinranken sprießen (Mitte 12. Jahrhundert). Veranschaulichung von: Ich bin der Weinstock, ihr seid die Reben. Wer in mir bleibt und ich in ihm, der bringt viel Frucht; denn ohne mich könnt ihr nichts tun. (Joh 15,5; LUT)

Ein weiterer Deutungsversuch der Blattgesichter zieht die sogenannte Seth- oder Kreuzholzlegende heran, die nicht nur in der Vorstellung der Menschen im Mittelalter, sondern auch in der Ikonographie tiefe Spuren hinterlassen hat. Ein Engel überreicht Seth drei Samen vom Baum der Erkenntnis. Seth legt die Samen dem toten Adam in den Mund. Daraus entwickelt sich ein großer Baum, aus dessen Holz das Kreuz Christi gezimmert werden sollte. Als das Kreuz Christi auf dem Berg Golgota (Schädelhöhe) aufgerichtet wurde, kam der Schädel Adams zum Vorschein. Der Baum des Lebens wird zum Baum des Todes, der jedoch die Frucht des Erlösers trägt. In dieser Interpretation symbolisiert die Blattmaske den Begründer des Christentums der im Zentrum der Schöpfung steht.
Auf den Idolcharakter einer Kleinplastik, zu der die Blattmaske gerechnet werden darf, weist Günter Baumann hin. Bis heute habe das Maskengesicht in der Nachfolge einer Venus von Willendorf nichts an Wirkungsmacht eingebüßt. Er beschreibt den intimen Kultus innerhalb menschlicher Gruppierungen als älteste Grundlage für kleine Plastiken. Der Kopf als philosophische Metapher und als Pars pro toto, stellvertretend für den Menschen, verbindet pagane und christliche Weltbilder. Als Beispiel wird ein Gedicht von Paul Celan herangezogen: Halbzerfressener, masken-/gesichtiger Kragstein, / tief / in der Augenschlitz-Krypta: / Hinein, hinauf / ins Schädelinnere, / wo du den Himmel umbrichst, wieder und wieder, / in Furche und Windung / pflanzt er sein Bild, / das sich entwächst, entwächst. Blattmaske als Verwandlung und Annäherung von Bildern.

## Galerie chronologisch

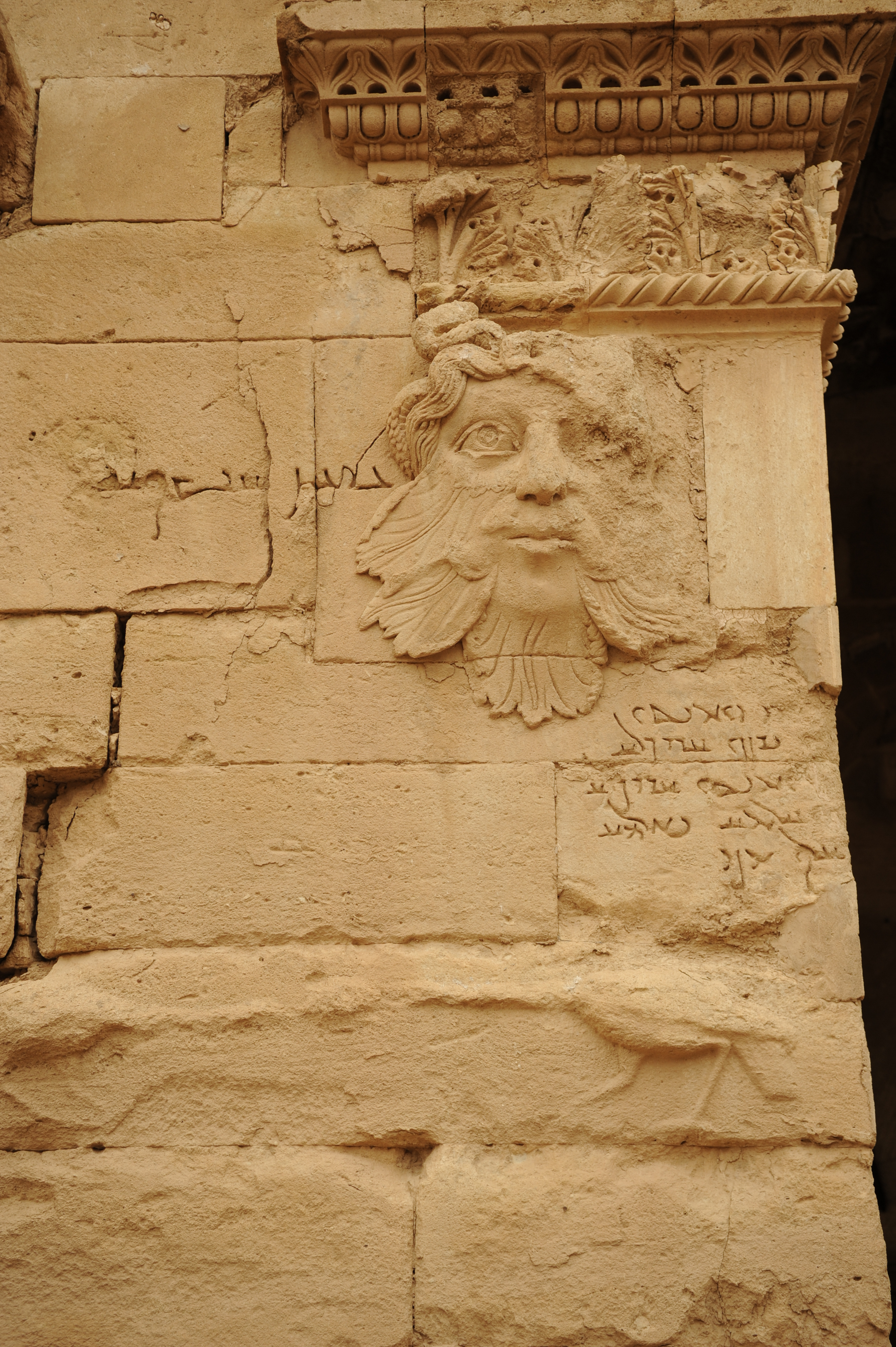
Antike Blattmaske aus Hatra. Die Barthaare werden zu Blättern und Kopfhaare zu Schlangen, was auf Medusa (vgl. Gorgoneion) verweist
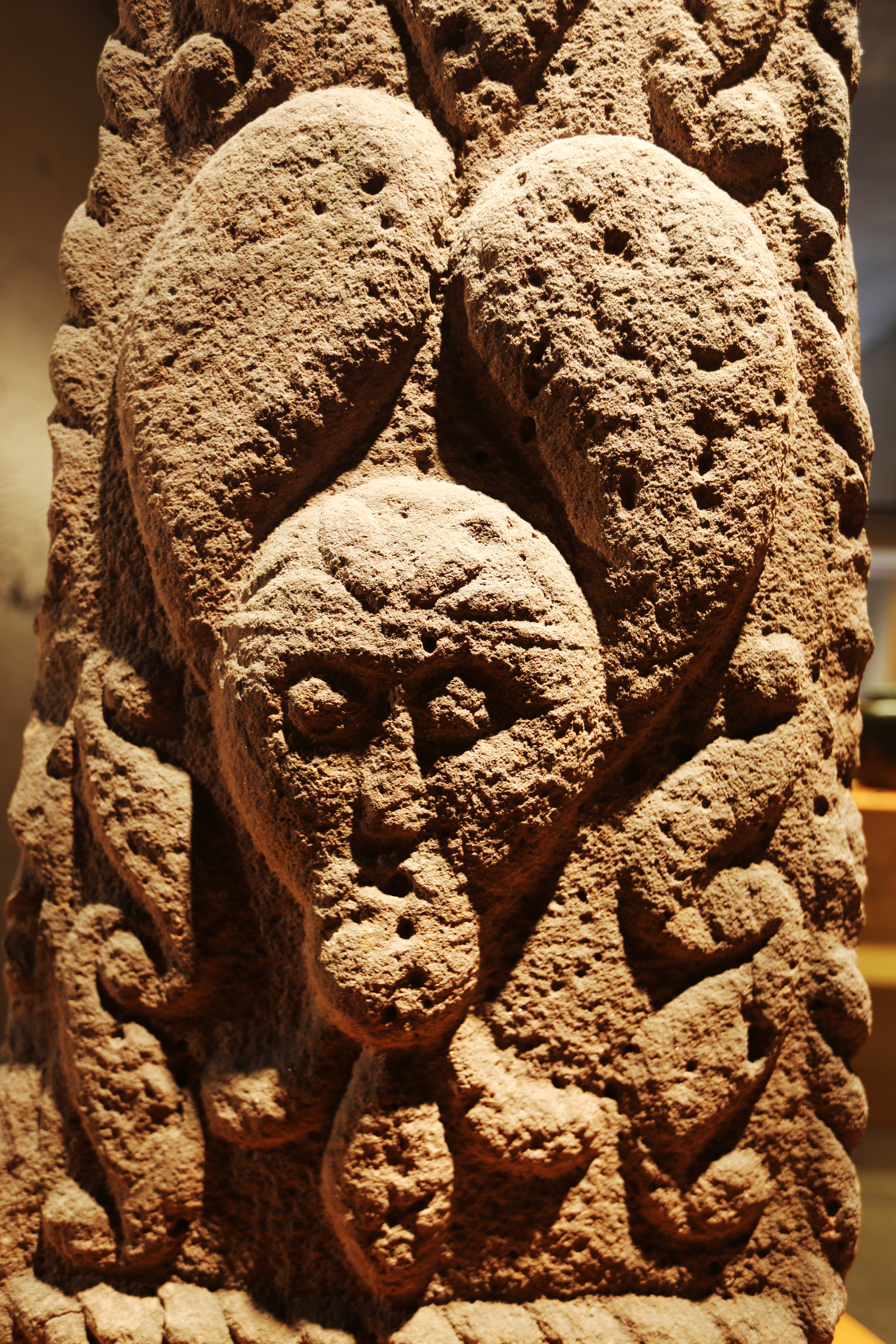
Keltische Säule aus Pfalzfeld. Detail mit als Blattkrone interpretiertem Kopf, aus dem Mistelblätter hervorgehen. Die Mistel gilt als heilkräftige Pflanze zur Stärkung der Lebenskräfte
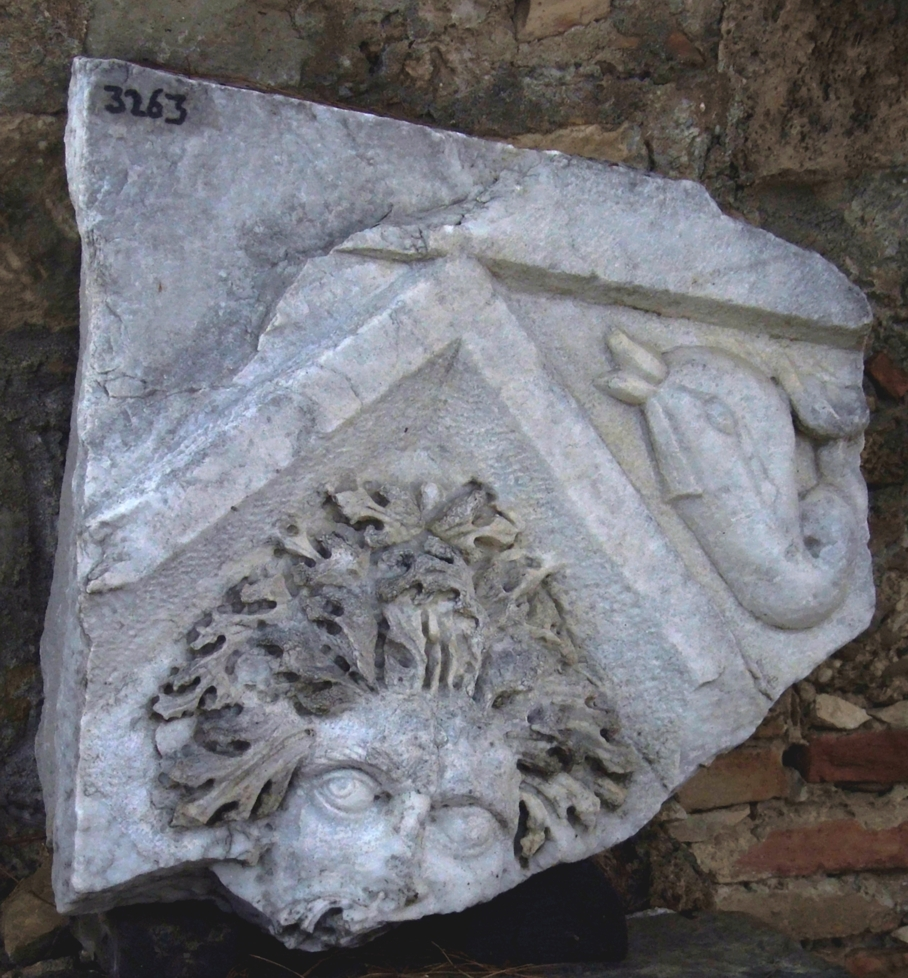
Museum Side (Türkei), Relief, Dionysos zugesprochen. Vermutlich römische Kopie einer griechischen Tafel (1. Jahrhundert v. Chr.).
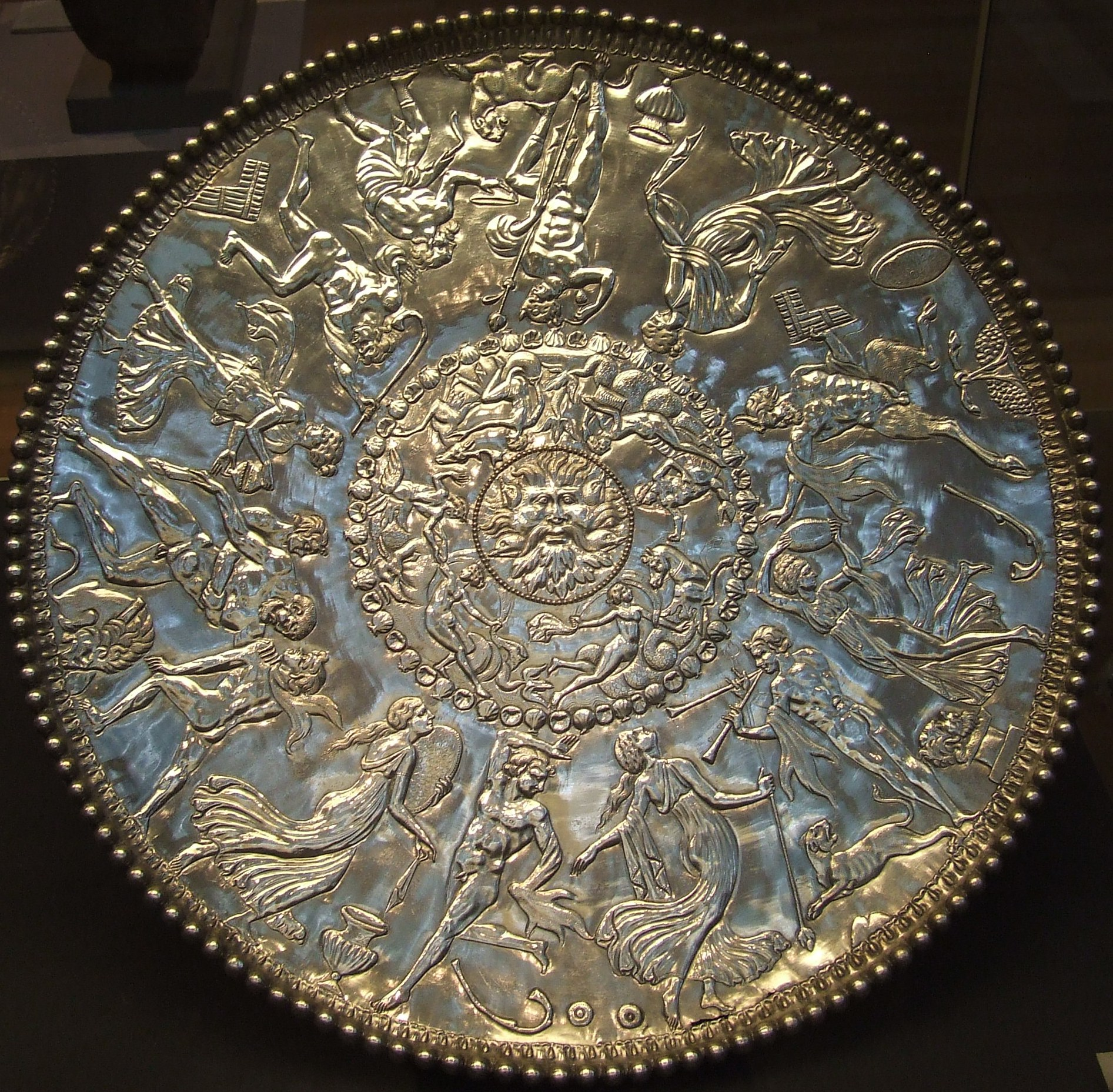
Schatz von Mildenhall im Britischen Museum London, Blattmaske ca. 4. Jh.
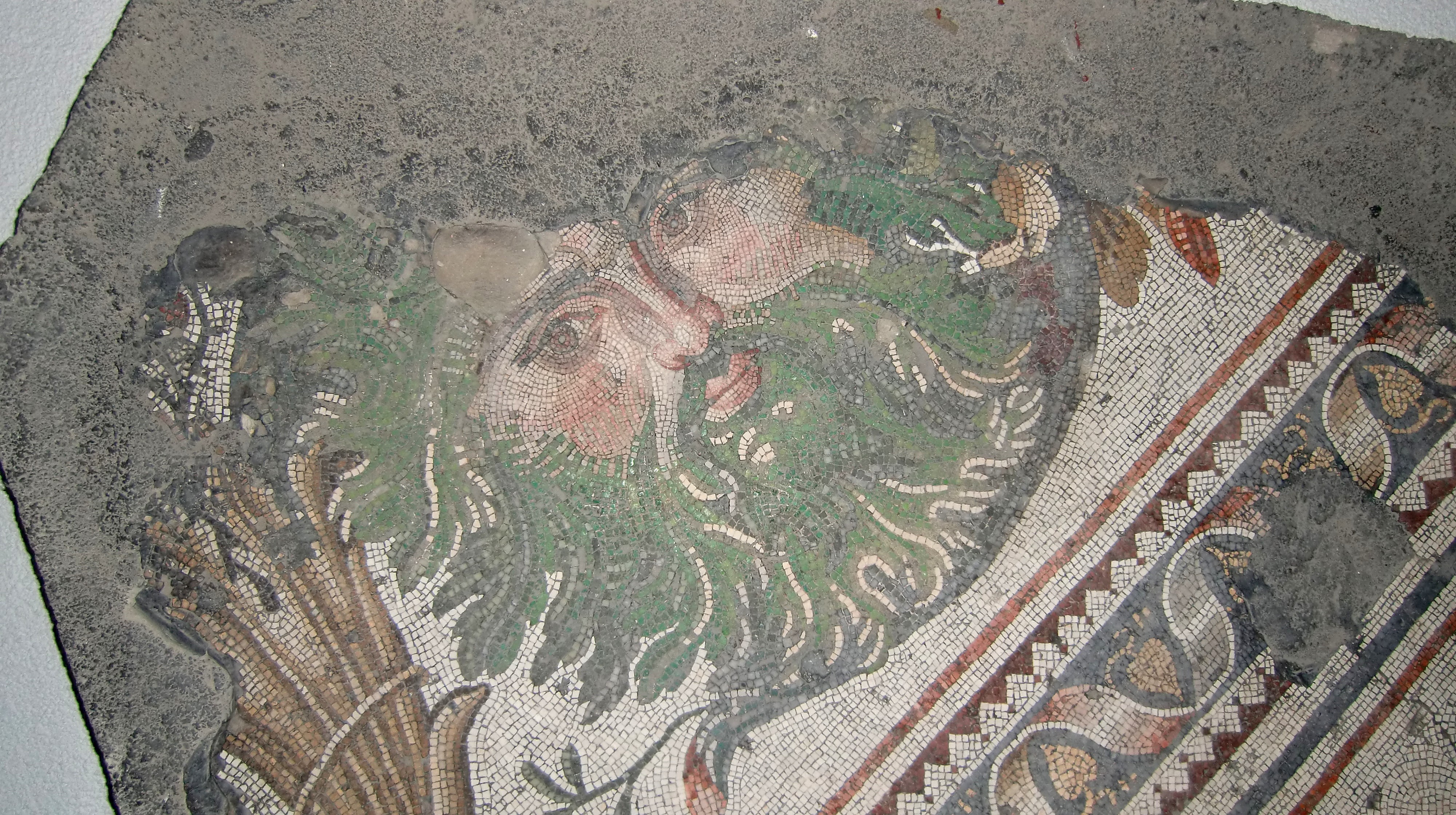
Istanbul Mosaikenmuseum, byzantinisch ca. 5. Jh.
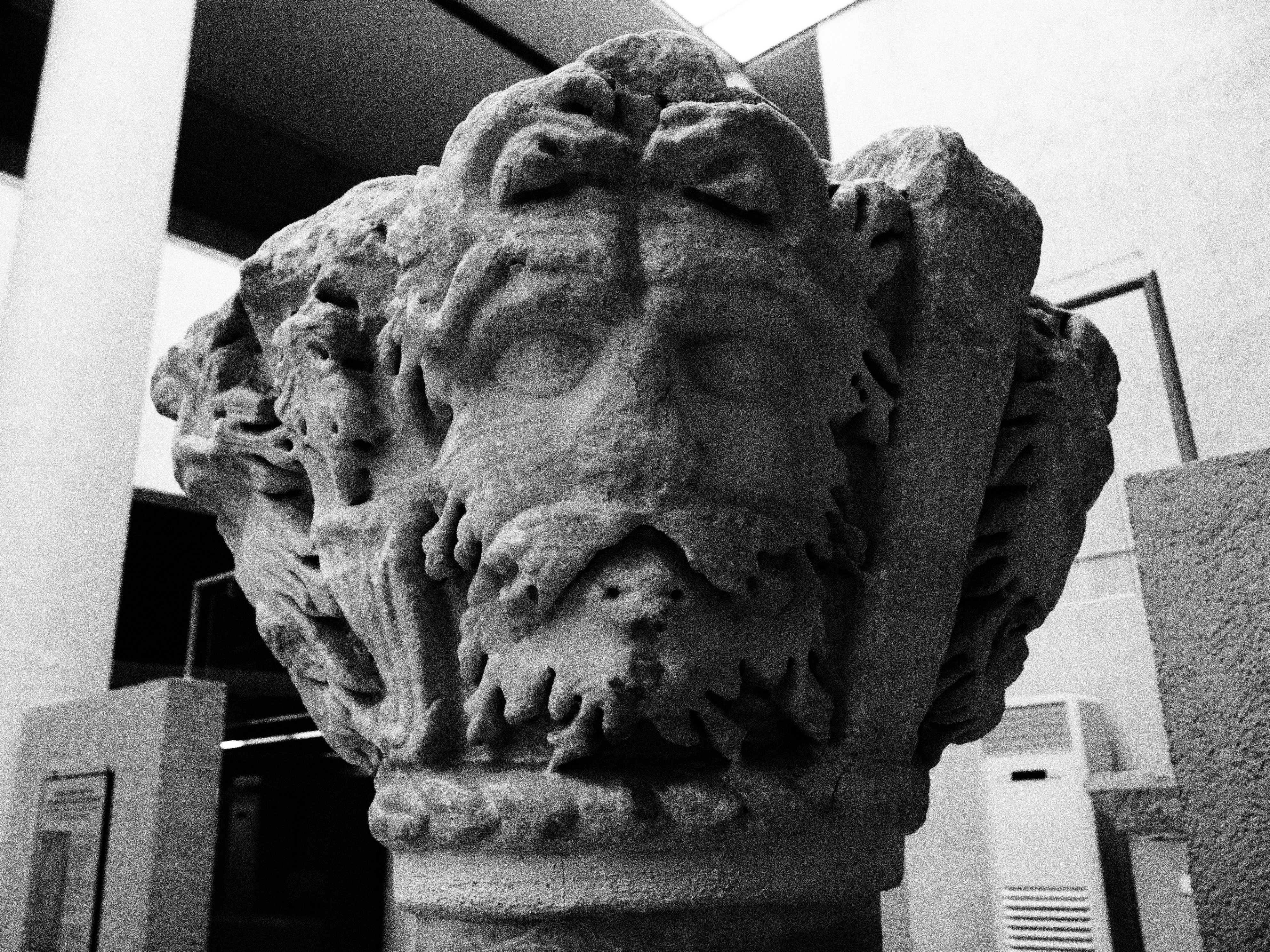
Istanbul Antikenmuseum, Kapitell mit kolossalen Blattmasken, um 460
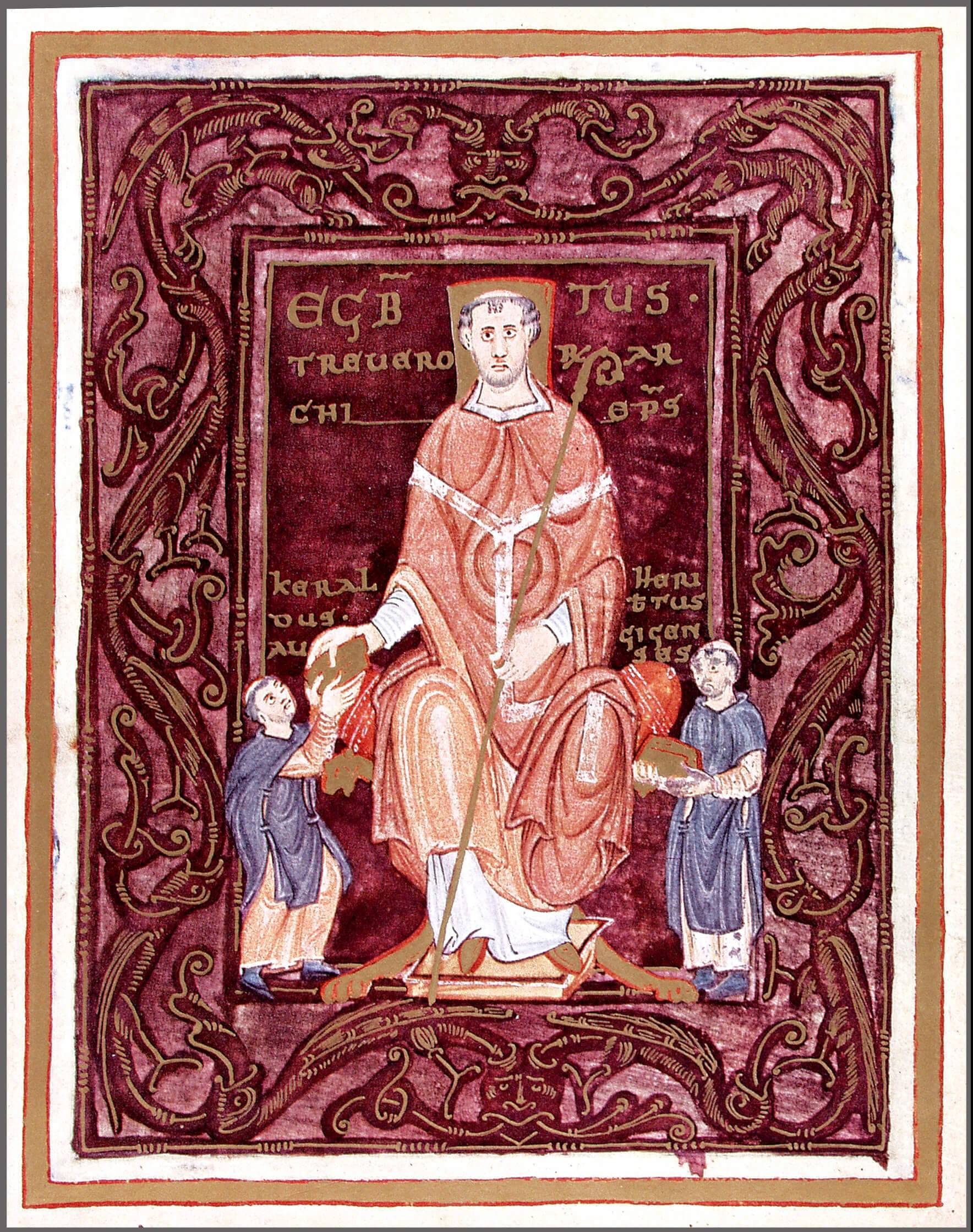
Blattmaske in der Randleiste des Egbert-Codexes, Buchmalerei um 990
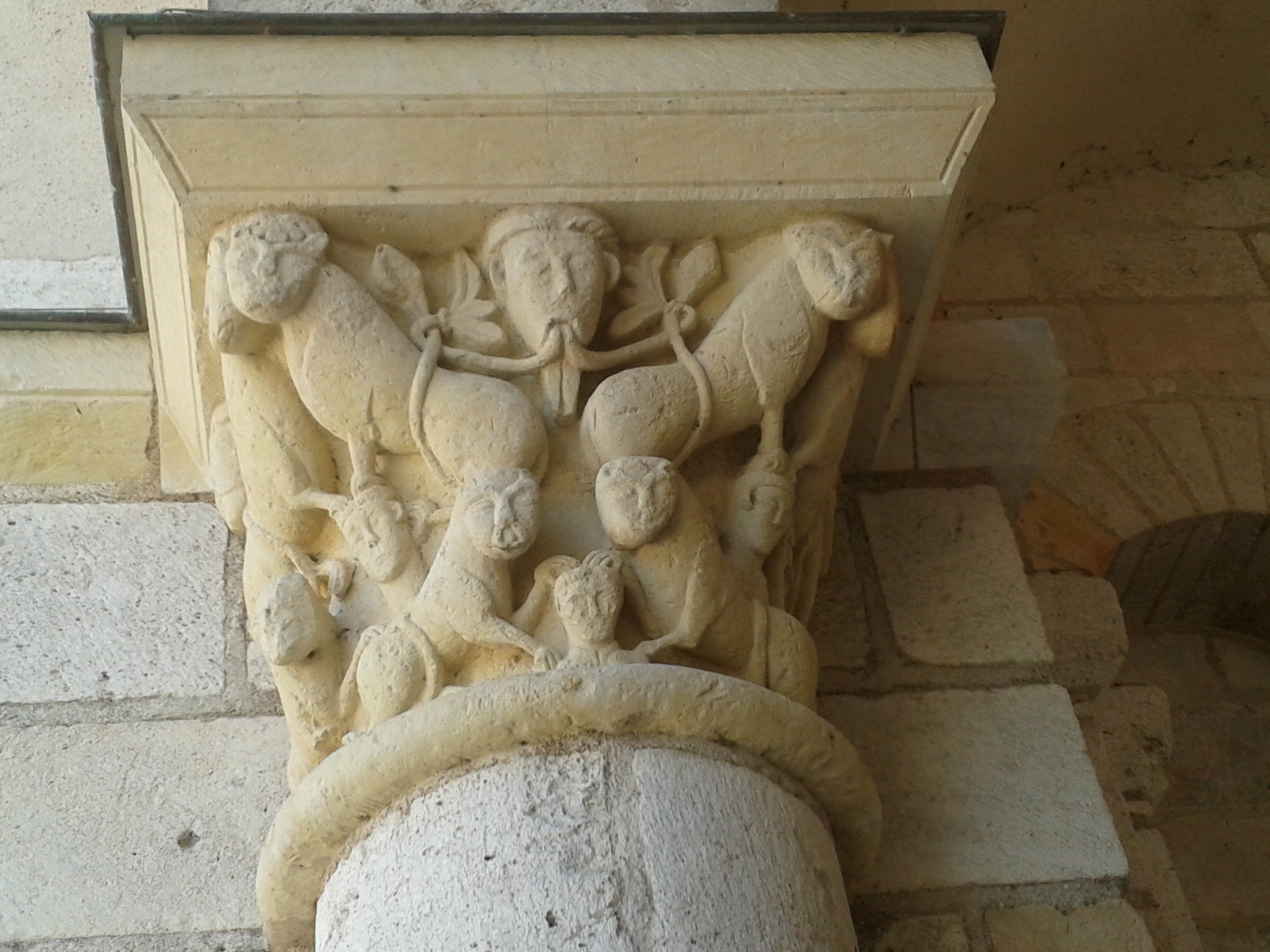
Saint-Benoît-sur-Loire, Blattmaske im Kapitell des Portals vom Glockenturm, 11. Jh.
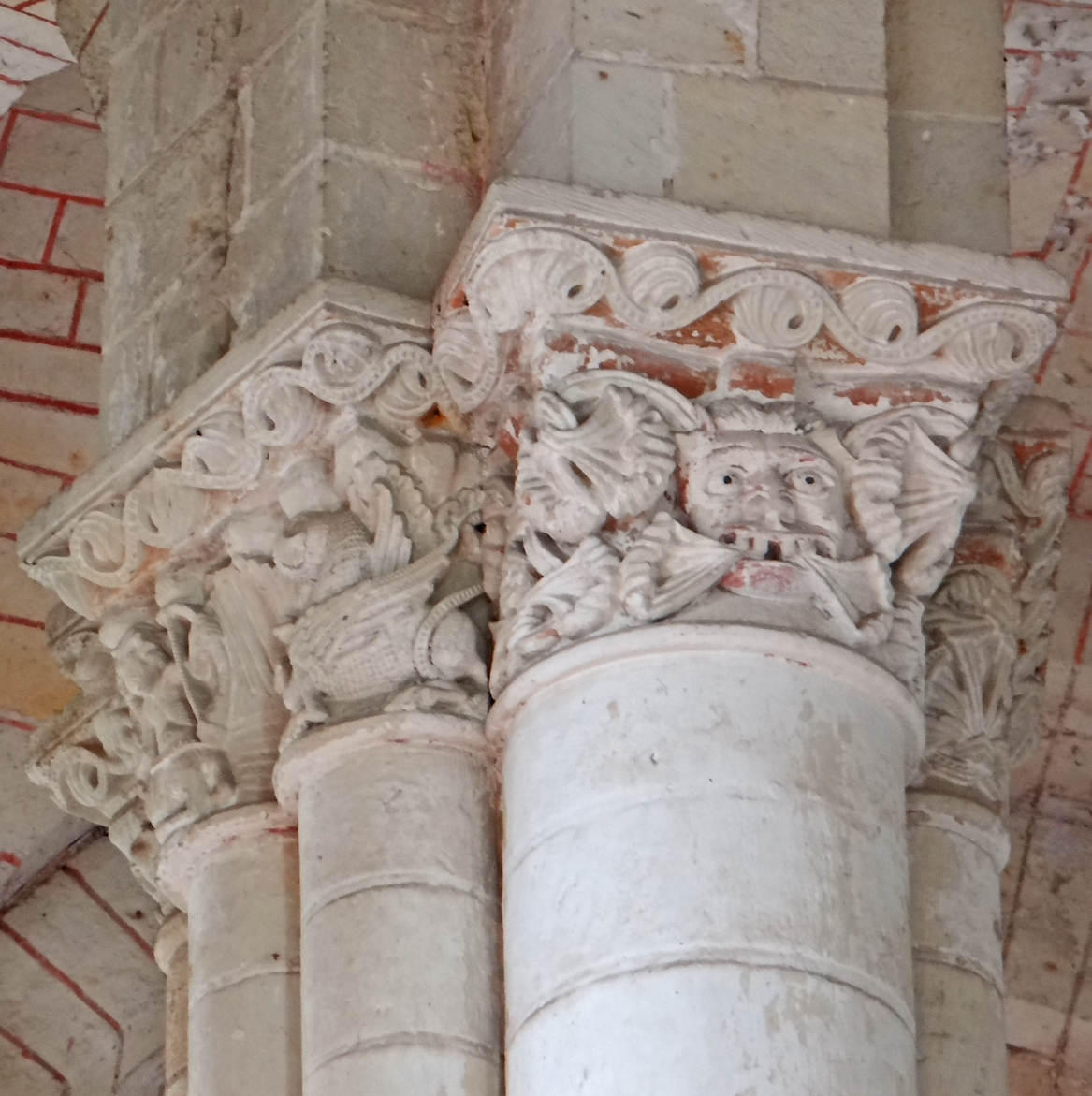
Notre-Dame in Cunault, Kapitell mit aggressiver Maske, 12. Jh.
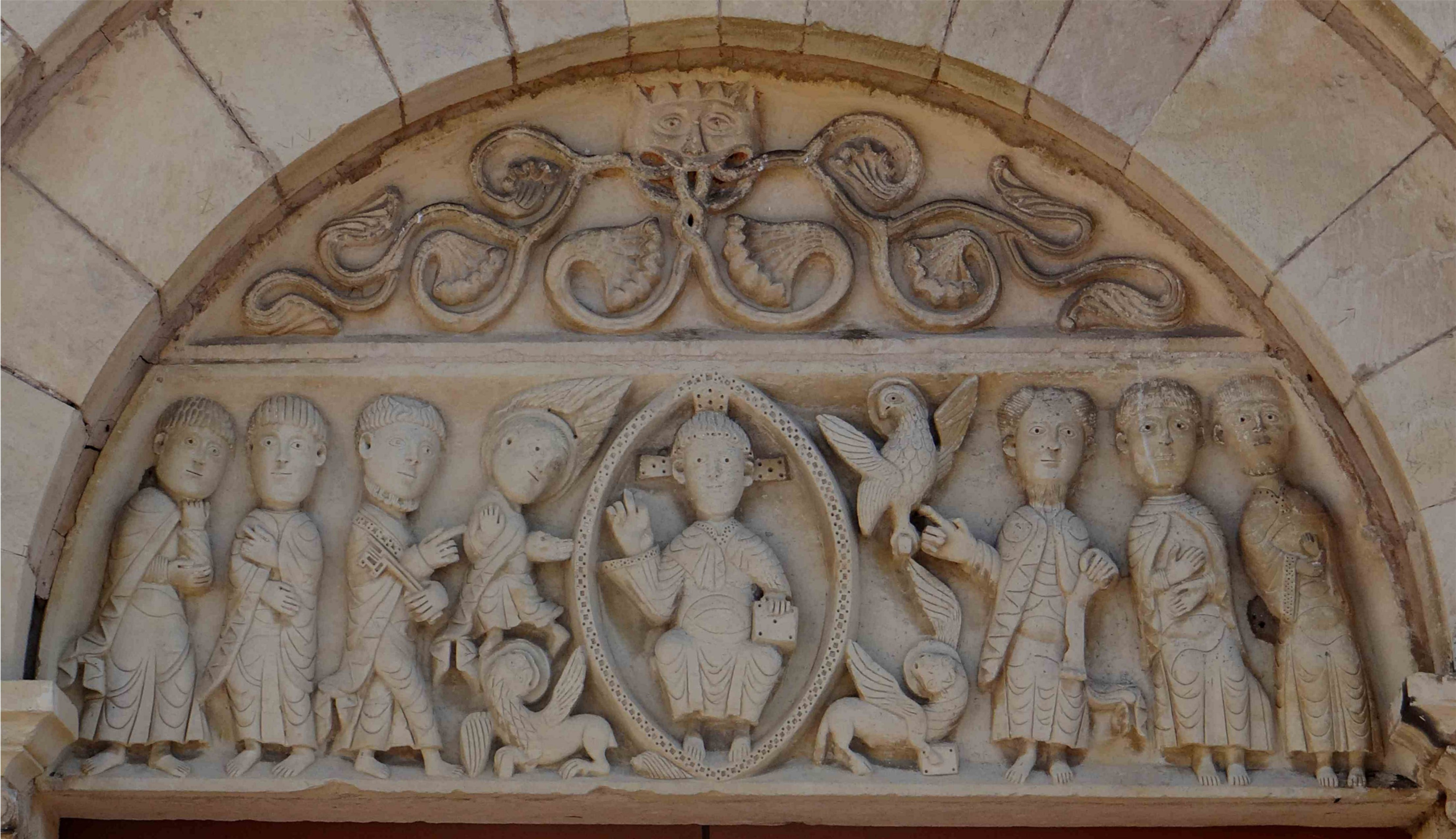
Mars-sur-Allier, Tympanon mit medusischer Maske
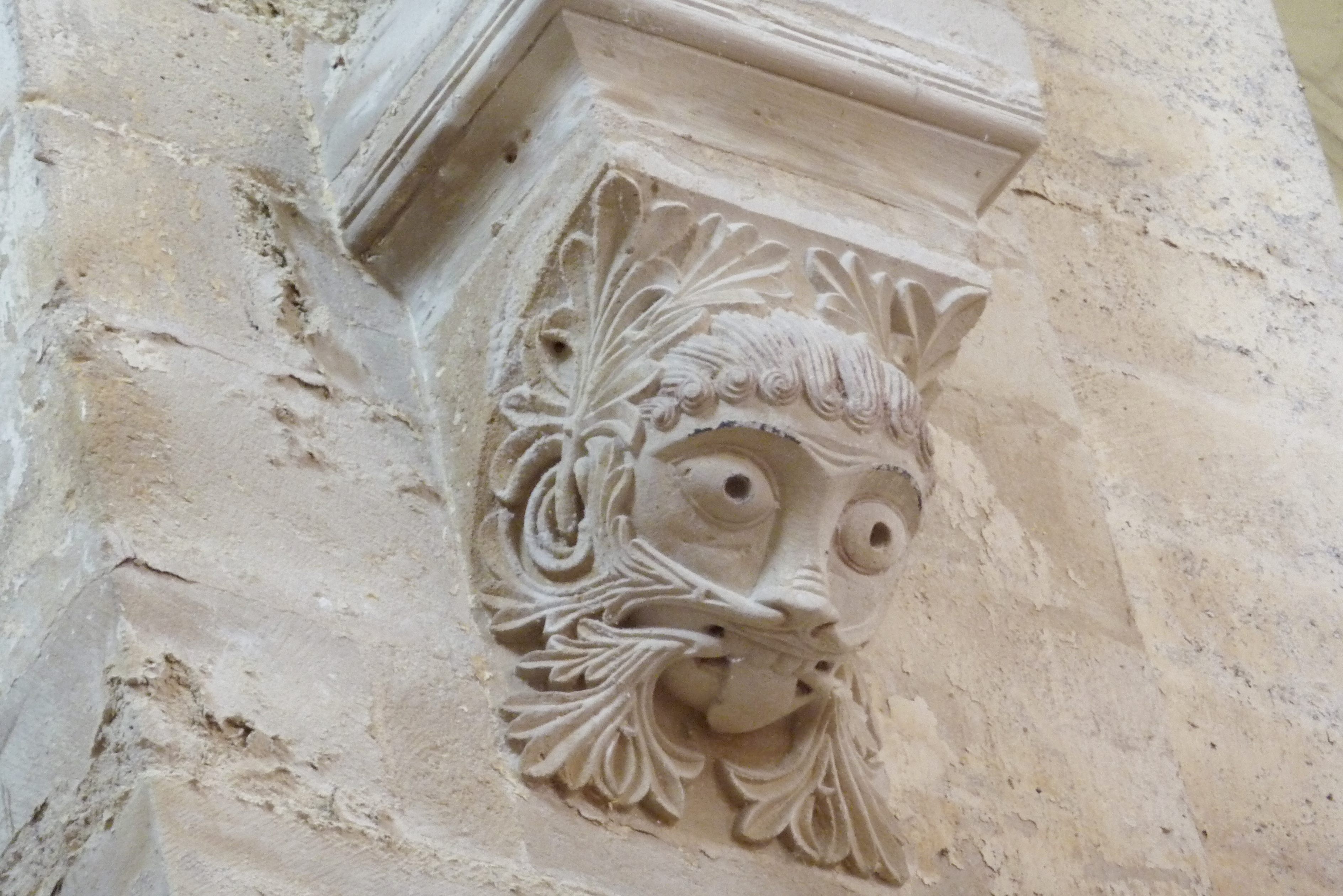
St-Martin (Champeaux), Konsol-Blattmaske mit ausgestreckter Zunge, um 1180
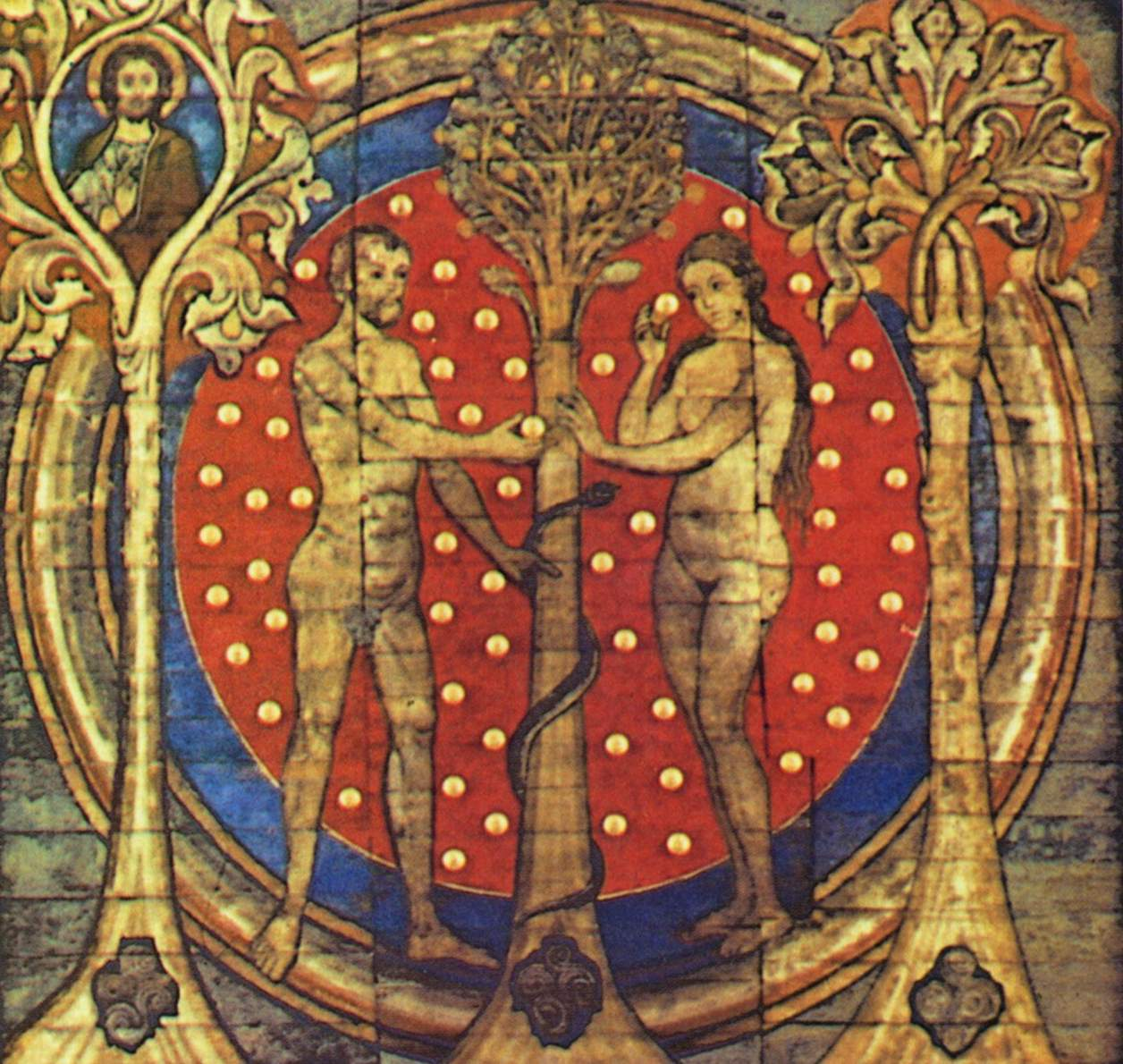
Um 1200 entstandene Deckenmalerei mit Jesus im Lebensbaum und Blattmasken aus dem Hildesheimer Benediktiner-Klosterkirche St. Michaelis
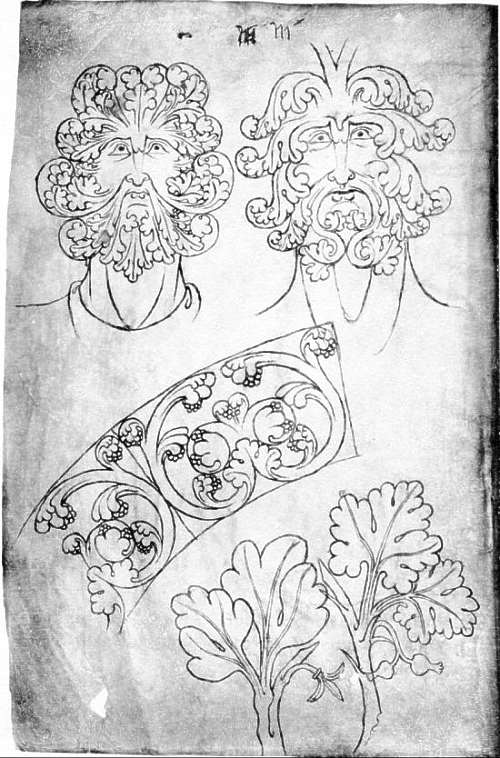
Skizzenbuch des Villard de Honnecourt, ca. 1230
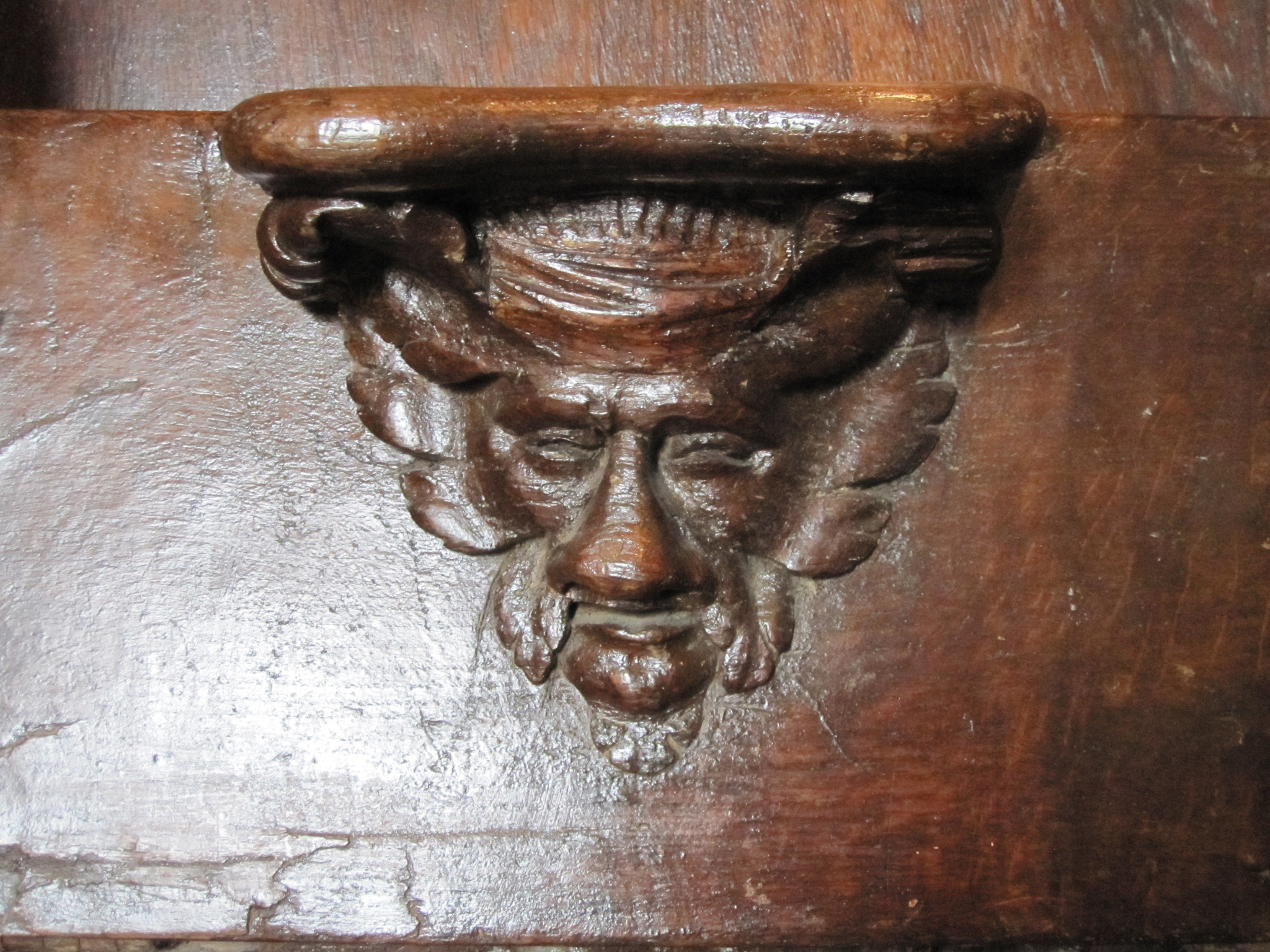
Notre-Dame in Cuisery, Blattmaske am Chorgestühl
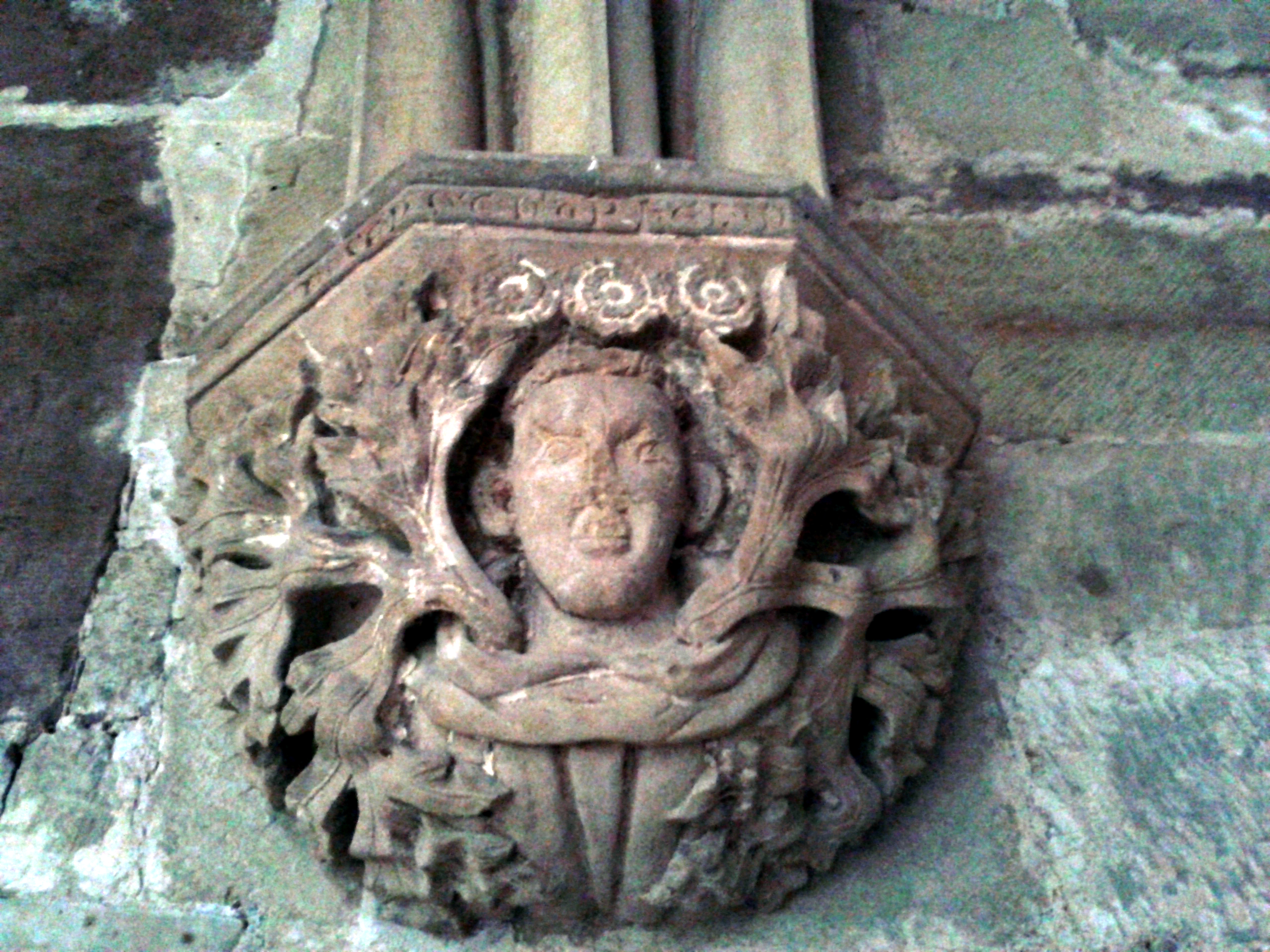
Kloster Maulbronn, Gewölbekonsole, 12. Jh.
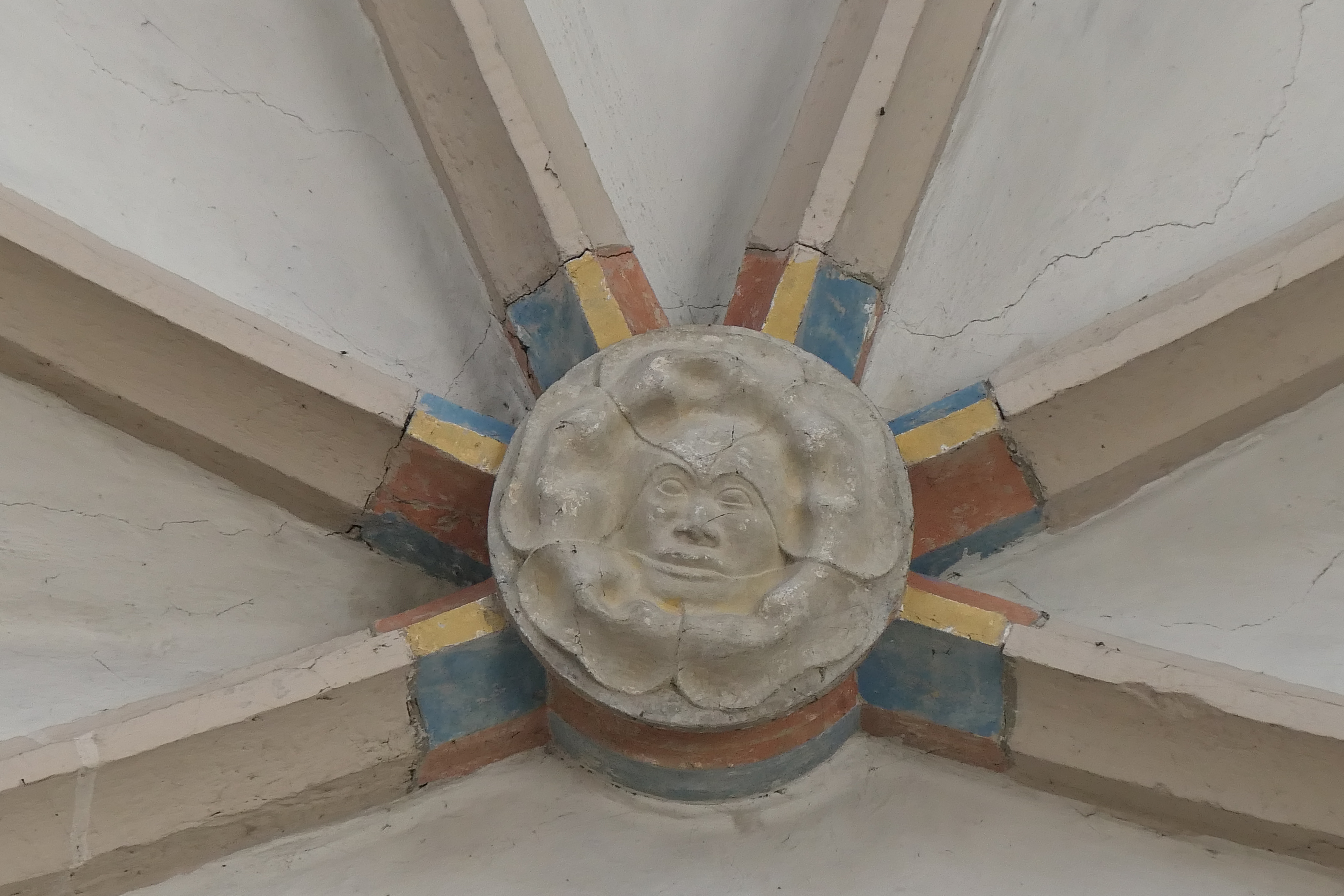
Blattmaske im Gewölbeschlussstein der Bartholomäuskirche, Markgröningen
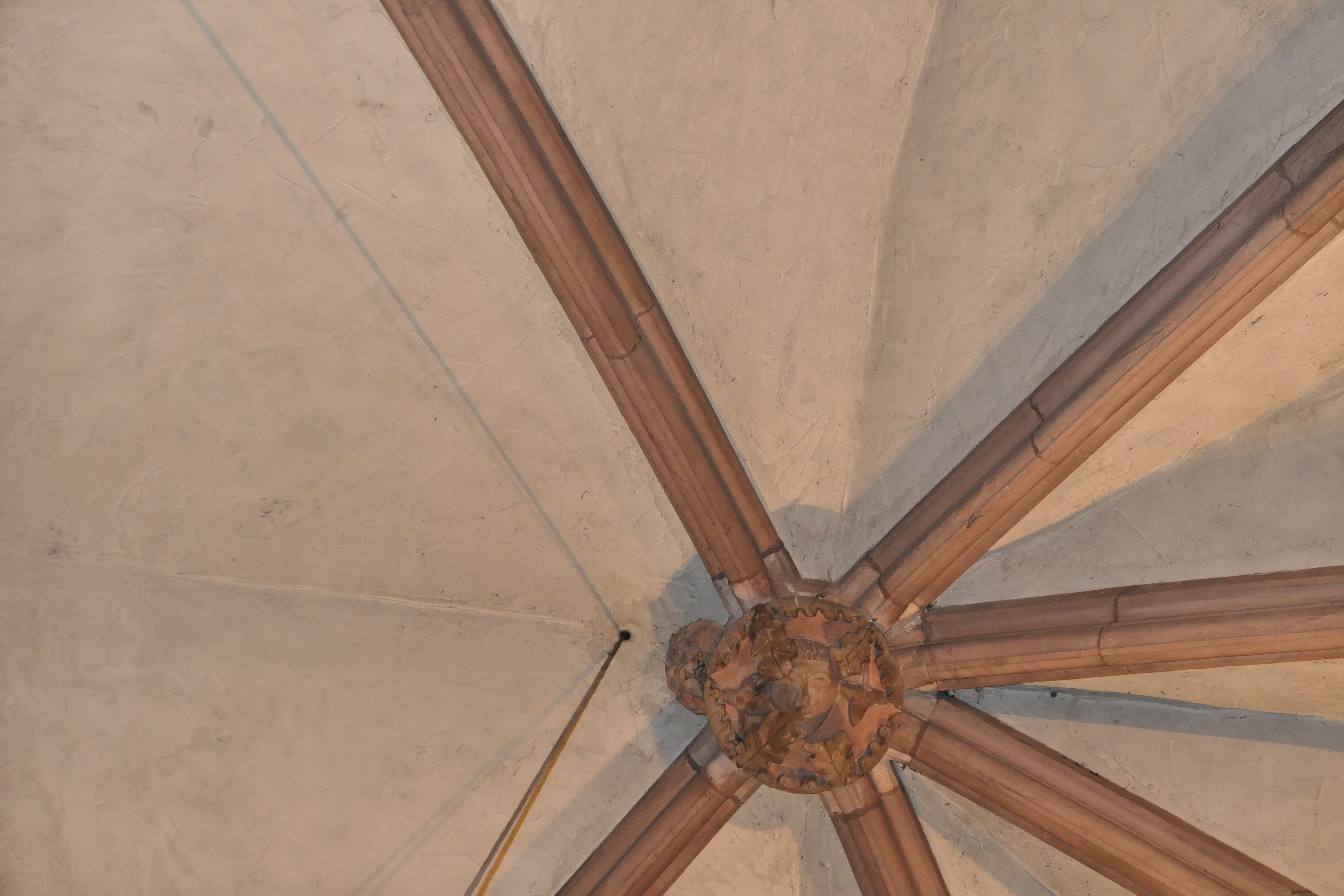
Pforzheim, St. Michael, Nordkapelle, Schlussstein mit Blattmaske und weiterem Blattmaskenkopf, um 1320
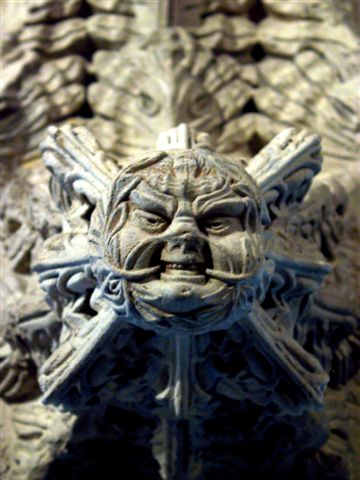
Eine von 110 Blattmasken in der Rosslyn Chapel, Schottland
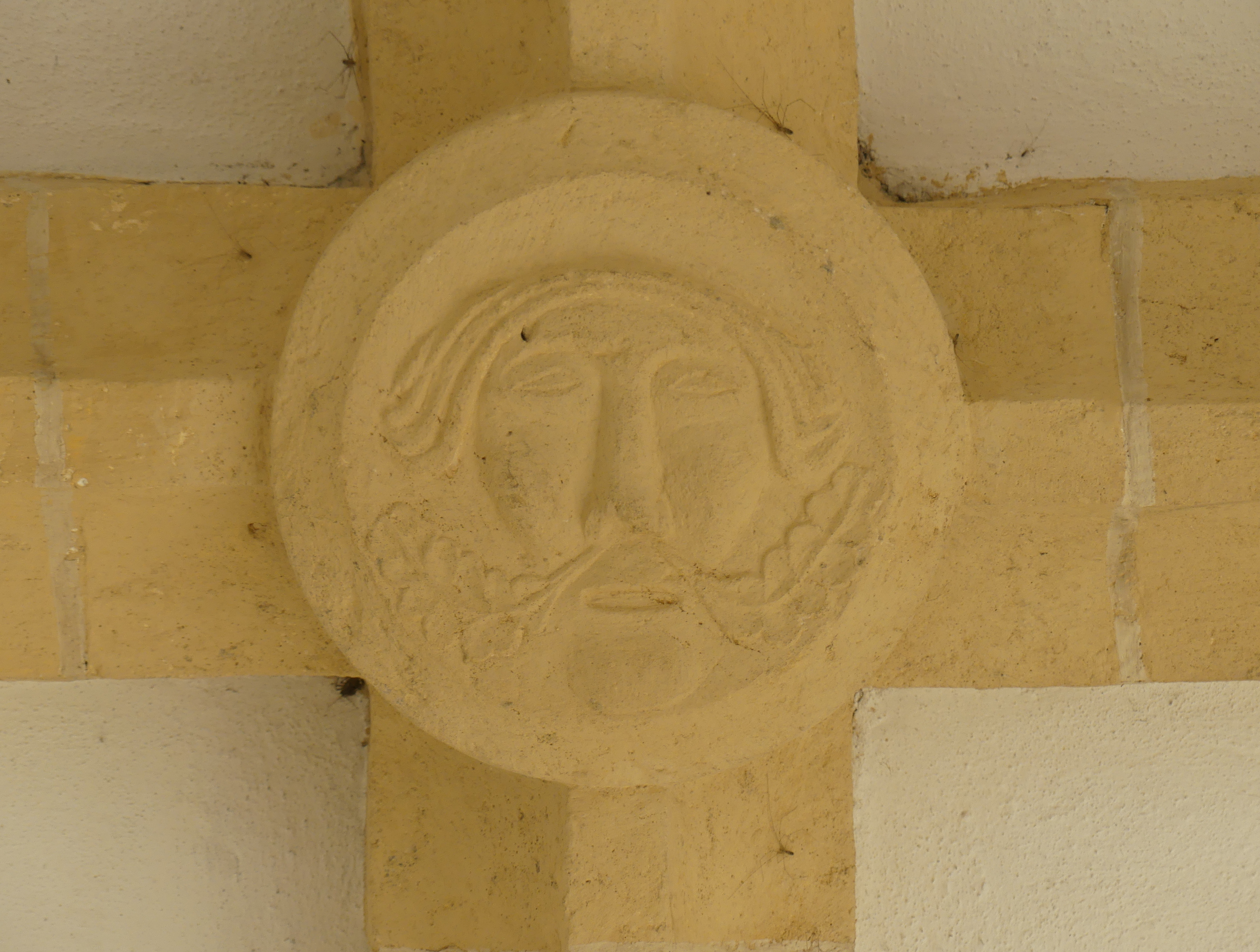
Spätmittelalterliche Blattmaske in der Turmkapelle von Ligerz, Schweiz
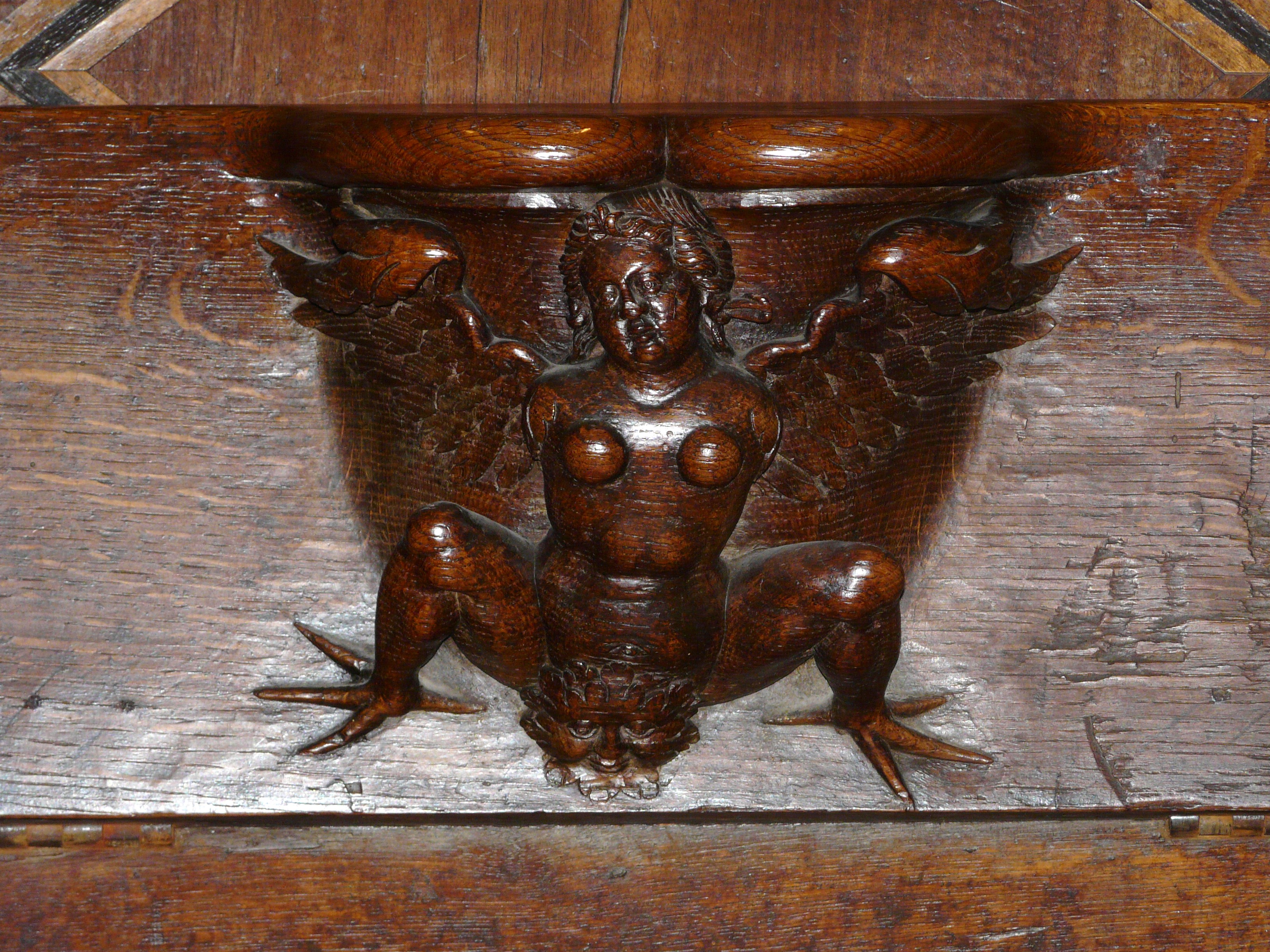
Saint-Bertrand-de-Comminges, Chorgestühl aus dem 16. Jahrhundert. Geflügeltes Wesen gebiert Blattmaske
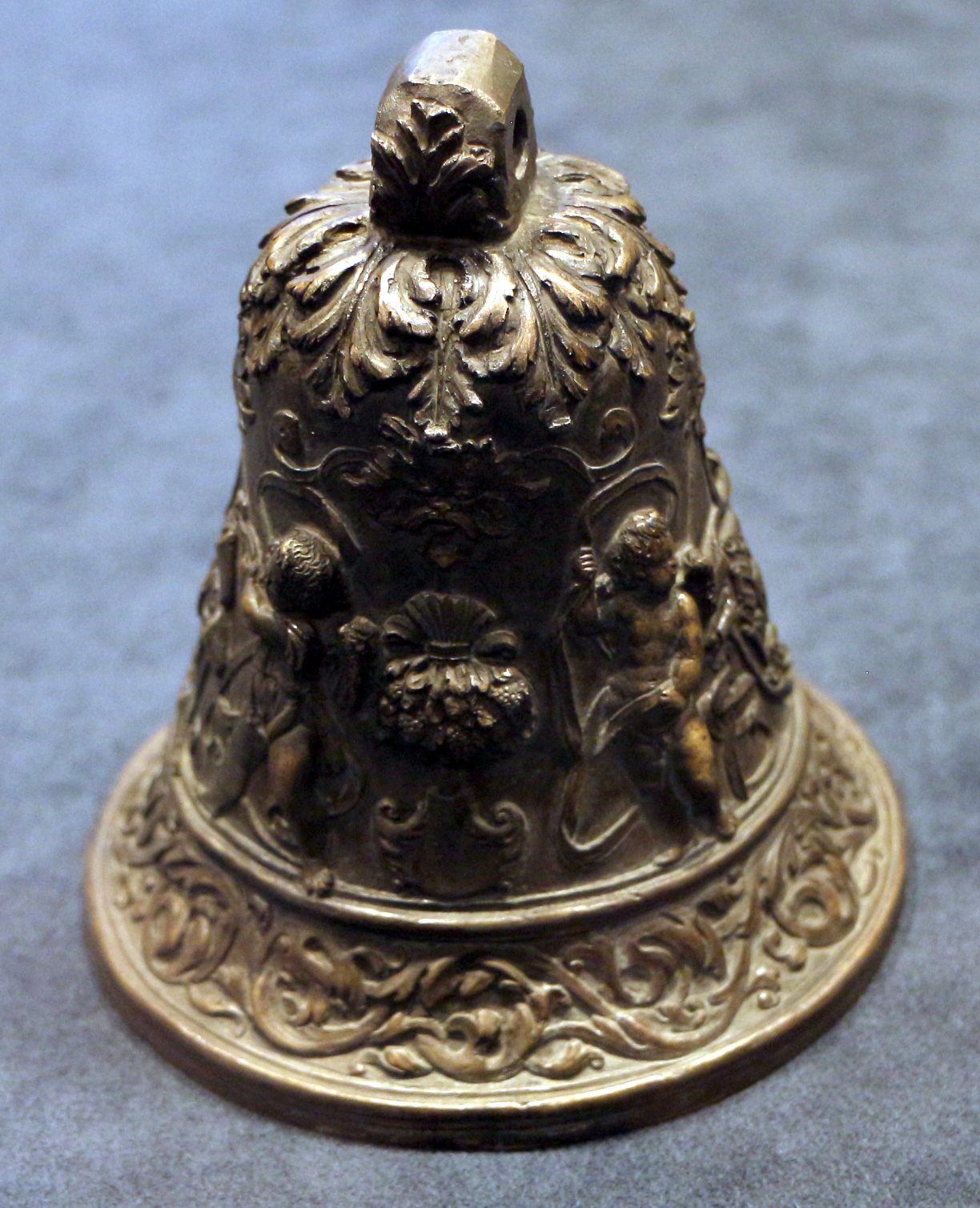
Handglocke im Museo Diocesano in Trient. Spielerisch umgreifen Putti lange Bänder, die von einer Blütenmaske herabhängen, 1525–1550
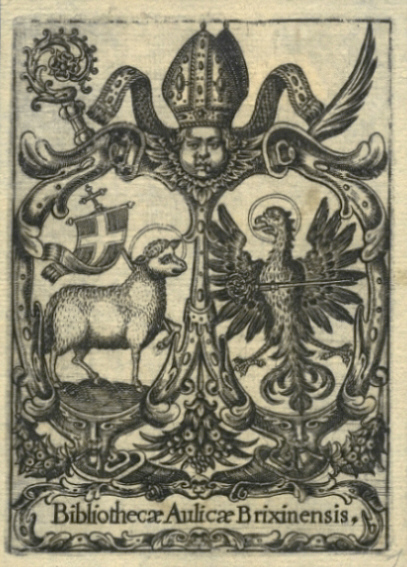
Ex libris Bibliothecae Aulicae Brixinensis (Fürstbischöfliche Hofbibliothek Brixen), um 1580
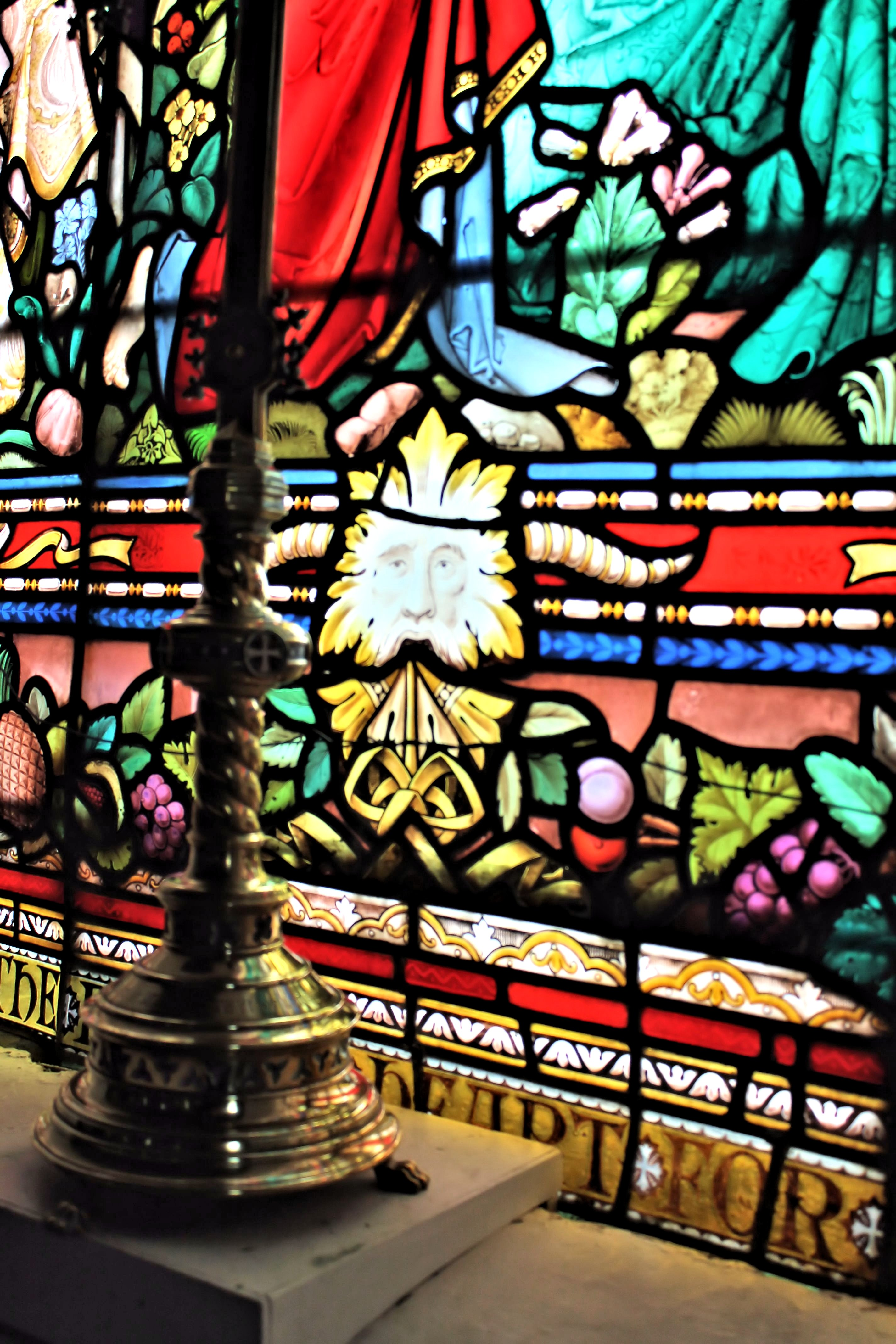
Pennal Gwynedd (Wales), Glasmalerei mit Auferstehungsszene, Blattmaske ohne Kinn, um 1872